# Radni sejmików województw VI kadencji

Koalicje w sejmikach (stan na 2018)

Radni sejmików województw VI kadencji – radni 16 sejmików wojewódzkich w Polsce VI kadencji (2018–2024).
552 spośród nich zostało wybranych w wyborach samorządowych w 2018 na kadencję przypadającą wówczas na lata 2018–2023. Wybory przeprowadzono w wielomandatowych okręgach z listami otwartymi, obowiązywał 5% próg wyborczy na obszarze województwa. W razie zwolnienia mandatu w danych okręgu, funkcję radnego obejmowała osoba z tej samej listy wyborczej z kolejno najwyższym wynikiem wyborczym. Głosowanie odbyło się 21 października 2018. Wybory przeprowadzono na podstawie przepisów Kodeksu wyborczego (2011). Na podstawie art. 1 pkt 1 ustawy z dnia 29 września 2022 r. o przedłużeniu kadencji organów jednostek samorządu terytorialnego kadencja sejmików województw uległa przedłużeniu do dnia 30 kwietnia 2024. 

## Wyniki wyborów do Sejmiku Województwa Dolnośląskiego VI kadencji
| Komitet wyborczy | Komitet wyborczy                              | Głosy     | Głosy  | Głosy | Mandaty | Mandaty | Mandaty |
| Komitet wyborczy | Komitet wyborczy                              | Liczba    | %      | +/−   | Liczba  | +/−     | %       |
| ---------------- | --------------------------------------------- | --------- | ------ | ----- | ------- | ------- | ------- |
|                  | Prawo i Sprawiedliwość                        | 320 908   | 28,53  | 6,36  | 14      | 5       | 38,89   |
|                  | KKW Platforma.Nowoczesna Koalicja Obywatelska | 289 831   | 25,77  | 6,82  | 13      | 3       | 36,11   |
|                  | KWW Bezpartyjni Samorządowcy                  | 168 442   | 14,98  | 3,05  | 6       | 2       | 16,67   |
|                  | KWW Z Dutkiewiczem dla Dolnego Śląska         | 93 260    | 8,29   | –     | 2       | –       | 5,56    |
|                  | Polskie Stronnictwo Ludowe                    | 58 820    | 5,23   | 10,67 | 1       | 4       | 2,78    |
|                  |                                               |           |        |       |         |         |         |
|                  | KKW SLD Lewica Razem                          | 61 889    | 5,50   | 4,48  | –       | 2       | –       |
|                  | KWW Kukiz’15                                  | 53 800    | 4,78   | –     | –       | –       | –       |
|                  | Partia Zieloni                                | 19 783    | 1,76   | –     | –       | –       | –       |
|                  | Partia Razem                                  | 18 087    | 1,61   | –     | –       | –       | –       |
|                  | KWW Wolność w Samorządzie                     | 15 499    | 1,38   | –     | –       | –       | –       |
|                  | Ruch Narodowy RP                              | 14 874    | 1,32   | 0,08  | –       |         | –       |
|                  | Wolni i Solidarni                             | 9624      | 0,86   | –     | –       | –       | –       |
|                  |                                               |           |        |       |         |         |         |
| Ogółem           | Ogółem                                        | 1 124 817 | 100,00 | –     | 36      | –       | 100,00  |
| Głosy nieważne   | Głosy nieważne                                | 81 371    | 6,75   | 11,36 |         |         |         |
| Frekwencja       | Frekwencja                                    | 1 206 188 | 53,01  | 8,34  |         |         |         |

Podział mandatów i rozkład procentowy poparcia w wyniku wyborów z uwzględnieniem podziału na późniejszą koalicję rządzącą w kolejności: ugrupowania zarządu, opozycja sejmikowa i pozasejmikowa [Marszałek województwa Cezary Przybylski, koalicja PiS-BS]:
|     |    |    |   |     |
| ↓   |    |    |   |     |
| 14  | 6  | 13 | 2 | 1   |
| PiS | BS | KO | D | PSL |

|     |    |    |   |     |        |      |   |  |  |  |  |  |
|     |    |    |   |     |        |      |   |  |  |  |  |  |
| PiS | BS | KO | D | PSL | SLD LR | K’15 | Z |  |  |  |  |  |

| Radni VI kadencji |                                                                                                | |                                                                                                | |                                                                                                |                                                                                                |                                                                                                |                                                                                                |
| Nr                | Radni wybrani z list poszczególnych komitetów wyborczych (w nawiasach liczba zdobytych głosów) | Radni wybrani z list poszczególnych komitetów wyborczych (w nawiasach liczba zdobytych głosów)                               | Radni wybrani z list poszczególnych komitetów wyborczych (w nawiasach liczba zdobytych głosów) | Radni wybrani z list poszczególnych komitetów wyborczych (w nawiasach liczba zdobytych głosów)                           | Radni wybrani z list poszczególnych komitetów wyborczych (w nawiasach liczba zdobytych głosów) | Radni wybrani z list poszczególnych komitetów wyborczych (w nawiasach liczba zdobytych głosów) | Radni wybrani z list poszczególnych komitetów wyborczych (w nawiasach liczba zdobytych głosów) | Radni wybrani z list poszczególnych komitetów wyborczych (w nawiasach liczba zdobytych głosów) |
| 1                 |                                                                                                | KKW Platforma.Nowoczesna Koalicja Obywatelska Marek Łapiński (30 874) Magdalena Piasecka (20 749) Monika Włodarczyk (12 190) |                                                                                                | Prawo i Sprawiedliwość Andrzej Jaroch (31 656) Marcin Krzyżanowski (10 789) Małgorzata Calińska-Mayer (6110)             |                                                                                                | KWW Z Dutkiewiczem dla Dolnego Śląska Stanisław Huskowski (24 170)                             |                                                                                                | KWW Bezpartyjni Samorządowcy Michał Bobowiec (8936)                                            |
| 2                 |                                                                                                | Prawo i Sprawiedliwość Damian Mrozek (25 673) Tytus Czartoryski (14 836) Anna Michalska (11 020)                             |                                                                                                | KKW Platforma.Nowoczesna Koalicja Obywatelska Wojciech Bochnak (24 187) Aleksander Skorupa (6427) Marzena Majdzik (6231) |                                                                                                | KWW Bezpartyjni Samorządowcy Dariusz Stasiak (7946)                                            |                                                                                                | KWW Z Dutkiewiczem dla Dolnego Śląska Ryszard Lech (11 252)                                    |
| 3                 | Prawo i Sprawiedliwość Grzegorz Macko (9629) Jerzy Dec (8880) Ewelina Szydłowska (6325)        | KKW Platforma.Nowoczesna Koalicja Obywatelska Stanisław Jurcewicz (9710) Jacek Iwancz (6010) Zbigniew Szczygieł (4759)       | KWW Bezpartyjni Samorządowcy Patryk Wild (10 793)                                              | | Polskie Stronnictwo Ludowe Mirosław Lubiński (6706)                                            |                                                                                                |                                                                                                |                                                                                                |
| 4                 | Prawo i Sprawiedliwość Andrzej Kredkowski (19 298) Teresa Zembik (5455)                        | KKW Platforma.Nowoczesna Koalicja Obywatelska Jerzy Pokój (14 396) Jan Michalski (7618)                                      | KWW Bezpartyjni Samorządowcy Cezary Przybylski (21 639) Marek Obrębalski (6013)                | |                                                                                                |                                                                                                |                                                                                                |                                                                                                |
| 5                 | Prawo i Sprawiedliwość Jacek Baczyński (27 862) Paweł Kura (14 924) Piotr Karwan (5340)        | KKW Platforma.Nowoczesna Koalicja Obywatelska Jadwiga Szeląg (7332) Anna Brok (3350)                                         | KWW Bezpartyjni Samorządowcy Tymoteusz Myrda (15 155)                                          | |                                                                                                |                                                                                                |                                                                                                |                                                                                                |
|                   |                                                                                                | |                                                                                                | |                                                                                                |                                                                                                |                                                                                                |                                                                                                |

## Wyniki wyborów do Sejmiku Województwa Kujawsko-Pomorskiego VI kadencji
| Komitet wyborczy | Komitet wyborczy                              | Głosy   | Głosy  | Głosy | Mandaty | Mandaty | Mandaty |
| Komitet wyborczy | Komitet wyborczy                              | Liczba  | %      | +/−   | Liczba  | +/−     | %       |
| ---------------- | --------------------------------------------- | ------- | ------ | ----- | ------- | ------- | ------- |
|                  | KKW Platforma.Nowoczesna Koalicja Obywatelska | 273 800 | 34,66  | 1,99  | 14      | [ b ]   | 46,67   |
|                  | Prawo i Sprawiedliwość                        | 223 357 | 28,27  | 7,12  | 11      | 5       | 36,67   |
|                  | Polskie Stronnictwo Ludowe                    | 113 012 | 14,31  | 10,02 | 4       | 6       | 13,33   |
|                  | KKW SLD Lewica Razem                          | 71 131  | 9,00   | 3,25  | 1       | 1       | 3,33    |
|                  |                                               |         |        |       |         |         |         |
|                  | KWW Kukiz’15                                  | 45 011  | 5,70   | –     | –       | –       | –       |
|                  | KWW Wolność w Samorządzie                     | 15 627  | 1,98   | –     | –       | –       | –       |
|                  | Partia Razem                                  | 13 988  | 1,77   | –     | –       | –       | –       |
|                  | Wolni i Solidarni                             | 12 017  | 1,52   | –     | –       | –       | –       |
|                  | Partia Zieloni                                | 9413    | 1,19   | –     | –       | –       | –       |
|                  | KWW Bezpartyjni Samorządowcy                  | 5077    | 0,64   | –     | –       | –       | –       |
|                  | Ruch Narodowy RP                              | 4288    | 0,54   | 0,42  | –       |         | –       |
|                  | Związek Słowiański                            | 3286    | 0,42   | –     | –       | –       | –       |
|                  |                                               |         |        |       |         |         |         |
| Ogółem           | Ogółem                                        | 790 007 | 100,00 | –     | 30      | 3       | 100,00  |
| Głosy nieważne   | Głosy nieważne                                | 61 322  | 7,20   | 11,48 |         |         |         |
| Frekwencja       | Frekwencja                                    | 851 329 | 52,83  | 8,08  |         |         |         |

Podział mandatów i rozkład procentowy poparcia w wyniku wyborów z uwzględnieniem podziału na późniejszą koalicję rządzącą w kolejności: ugrupowania zarządu, opozycja sejmikowa i pozasejmikowa (komitety, które nie przekroczyły 1% poparcia w skali województwa, potraktowano zbiorczo) [Marszałek województwa Piotr Całbecki, koalicja KO-PSL]:
|    |     |     |   |
| ↓  |     |     |   |
| 14 | 4   | 11  | 1 |
| KO | PSL | PiS |   |

|    |     |     |        |      |  |  |  |  |  |  |
|    |     |     |        |      |  |  |  |  |  |  |
| KO | PSL | PiS | SLD LR | K’15 |  |  |  |  |  |  |

| Radni VI kadencji | | |                                                                                                |                                                                                                |                                                                                                |                                                                                                |                                                                                                |                                                                                                |
| Nr                | Radni wybrani z list poszczególnych komitetów wyborczych (w nawiasach liczba zdobytych głosów)       | Radni wybrani z list poszczególnych komitetów wyborczych (w nawiasach liczba zdobytych głosów)                                                | Radni wybrani z list poszczególnych komitetów wyborczych (w nawiasach liczba zdobytych głosów) | Radni wybrani z list poszczególnych komitetów wyborczych (w nawiasach liczba zdobytych głosów) | Radni wybrani z list poszczególnych komitetów wyborczych (w nawiasach liczba zdobytych głosów) | Radni wybrani z list poszczególnych komitetów wyborczych (w nawiasach liczba zdobytych głosów) | Radni wybrani z list poszczególnych komitetów wyborczych (w nawiasach liczba zdobytych głosów) | Radni wybrani z list poszczególnych komitetów wyborczych (w nawiasach liczba zdobytych głosów) |
| 1                 | | KKW Platforma.Nowoczesna Koalicja Obywatelska Roman Jasiakiewicz (26 379) Zbigniew Ostrowski (17 723) wakat                                   |                                                                                                | Prawo i Sprawiedliwość Michał Krzemkowski (17 043) Konstanty Dombrowicz (7269)                 |                                                                                                |                                                                                                |                                                                                                |                                                                                                |
| 2                 | KKW Platforma.Nowoczesna Koalicja Obywatelska Jarosław Katulski (14 499) Tadeusz Pogoda (12 713)     | Prawo i Sprawiedliwość Marek Witkowski (13 380) Jacek Chmarzyński (5642)                                                                      |                                                                                                | Polskie Stronnictwo Ludowe Ewa Mes (5795)                                                      |                                                                                                |                                                                                                |                                                                                                |                                                                                                |
| 3                 | | Prawo i Sprawiedliwość Małgorzata Taranowicz (14 526) Marek Hildebrandt (9986)                                                                |                                                                                                | KKW Platforma.Nowoczesna Koalicja Obywatelska Robert Malinowski (9415) Michał Czepek (8902)    | Polskie Stronnictwo Ludowe Paweł Zgórzyński (5299)                                             |                                                                                                |                                                                                                |                                                                                                |
| 4                 | | KKW Platforma.Nowoczesna Koalicja Obywatelska Piotr Całbecki (68 542) Leszek Pluciński (3675) Katarzyna Lubańska (3371) Jacek Gajewski (2780) |                                                                                                | Prawo i Sprawiedliwość Przemysław Przybylski (19 556)                                          |                                                                                                |                                                                                                |                                                                                                |                                                                                                |
| 5                 | KKW Platforma.Nowoczesna Koalicja Obywatelska Elżbieta Piniewska (16 949) Wojciech Szczęsny (10 692) | Prawo i Sprawiedliwość Jerzy Gawęda (12 632) Adam Banaszak (6821)                                                                             |                                                                                                | Polskie Stronnictwo Ludowe Marek Domżała (7506)                                                |                                                                                                |                                                                                                |                                                                                                |                                                                                                |
| 6                 | | Prawo i Sprawiedliwość Wojciech Jaranowski (14 129) Rafał Sobolewski (7989)                                                                   |                                                                                                | KKW Platforma.Nowoczesna Koalicja Obywatelska Sławomir Kopyść (13 352)                         | Polskie Stronnictwo Ludowe Aneta Jędrzejewska (15 014)                                         |                                                                                                | KKW SLD Lewica Razem Stanisław Pawlak (12 865)                                                 |                                                                                                |
|                   | | |                                                                                                |                                                                                                |                                                                                                |                                                                                                |                                                                                                |                                                                                                |

## Wyniki wyborów do Sejmiku Województwa Lubelskiego VI kadencji
| Komitet wyborczy | Komitet wyborczy                              | Głosy   | Głosy  | Głosy | Mandaty | Mandaty | Mandaty |
| Komitet wyborczy | Komitet wyborczy                              | Liczba  | %      | +/−   | Liczba  | +/−     | %       |
| ---------------- | --------------------------------------------- | ------- | ------ | ----- | ------- | ------- | ------- |
|                  | Prawo i Sprawiedliwość                        | 385 422 | 44,04  | 12,16 | 18      | 5       | 54,55   |
|                  | Polskie Stronnictwo Ludowe                    | 168 921 | 19,30  | 13,13 | 7       | 5       | 21,21   |
|                  | KKW Platforma.Nowoczesna Koalicja Obywatelska | 159 167 | 18,19  | 0,98  | 7       | [ b ]   | 21,21   |
|                  | KKW SLD Lewica Razem                          | 51 520  | 5,89   | 1,05  | 1       |         | 3,03    |
|                  |                                               |         |        |       |         |         |         |
|                  | KWW Kukiz’15                                  | 58 072  | 6,64   | –     | –       | –       | –       |
|                  | KWW Wolność w Samorządzie                     | 14 156  | 1,62   | –     | –       | –       | –       |
|                  | Ruch Narodowy RP                              | 11 525  | 1,32   | 0,76  | –       |         | –       |
|                  | Partia Razem                                  | 8179    | 0,93   | –     | –       | –       | –       |
|                  | Wolni i Solidarni                             | 6763    | 0,77   | –     | –       | –       | –       |
|                  | KWW Jedność Narodu – Wspólnota                | 6471    | 0,74   | –     | –       | –       | –       |
|                  | KWW Bezpartyjni Samorządowcy                  | 3709    | 0,42   | –     | –       | –       | –       |
|                  | Partia Zieloni                                | 1196    | 0,14   | –     | –       | –       | –       |
|                  |                                               |         |        |       |         |         |         |
| Ogółem           | Ogółem                                        | 875 101 | 100,00 | –     | 33      | –       | 100,00  |
| Głosy nieważne   | Głosy nieważne                                | 58 892  | 6,31   | 10,27 |         |         |         |
| Frekwencja       | Frekwencja                                    | 933 993 | 54,29  | 4,48  |         |         |         |

Podział mandatów i rozkład procentowy poparcia w wyniku wyborów z uwzględnieniem podziału na późniejszą koalicję rządzącą w kolejności: ugrupowania zarządu, opozycja sejmikowa i pozasejmikowa (komitety, które nie przekroczyły 1% poparcia w skali województwa, potraktowano zbiorczo) [Marszałek województwa Jarosław Stawiarski, PiS]:
|     |     |    |   |
| ↓   |     |    |   |
| 18  | 7   | 7  | 1 |
| PiS | PSL | KO |   |

|     |     |    |        |      |  |  |  |  |
|     |     |    |        |      |  |  |  |  |
| PiS | PSL | KO | SLD LR | K’15 |  |  |  |  |

| Radni VI kadencji | | |                                                                                                |                                                                                                  |                                                                                                |                                                                                                |
| Nr                | Radni wybrani z list poszczególnych komitetów wyborczych (w nawiasach liczba zdobytych głosów)              | Radni wybrani z list poszczególnych komitetów wyborczych (w nawiasach liczba zdobytych głosów)                                                          | Radni wybrani z list poszczególnych komitetów wyborczych (w nawiasach liczba zdobytych głosów) | Radni wybrani z list poszczególnych komitetów wyborczych (w nawiasach liczba zdobytych głosów)   | Radni wybrani z list poszczególnych komitetów wyborczych (w nawiasach liczba zdobytych głosów) | Radni wybrani z list poszczególnych komitetów wyborczych (w nawiasach liczba zdobytych głosów) |
| 1                 | | KKW Platforma.Nowoczesna Koalicja Obywatelska Bożena Lisowska (10 147) Adam Wasilewski (5798) wakat                                                     |                                                                                                | Prawo i Sprawiedliwość Mieczysław Ryba (32 923) Zbigniew Wojciechowski (9688)                    |                                                                                                |                                                                                                |
| 2                 | | Prawo i Sprawiedliwość Tomasz Solis (25 444) Marek Wojciechowski (14 896) Ryszard Majkowski (9754) Agnieszka Kaczyńska (9062) Jacek Szczot (6896) wakat |                                                                                                | Polskie Stronnictwo Ludowe Grzegorz Kapusta (12 540) Marek Kos (11 574) Piotr Rzetelski (10 770) |                                                                                                | KKW Platforma.Nowoczesna Koalicja Obywatelska Krzysztof Babisz (11 598)                        |
| 3                 | Prawo i Sprawiedliwość Jerzy Szwaj (18 637) Barbara Barszczewska (10 090) Ryszard Szczygieł (9701)          | Polskie Stronnictwo Ludowe Sławomir Sosnowski (18 443) Marek Kopeć (6156)                                                                               |                                                                                                | KKW SLD Lewica Razem Ewa Bieniek (479)                                                           |                                                                                                |                                                                                                |
| 4                 | Prawo i Sprawiedliwość Zdzisław Szwed (21 531) Konrad Sawicki (11 474) Michał Piotrowicz (8546)             | | KKW Platforma.Nowoczesna Koalicja Obywatelska Krzysztof Gałan (1596) Dariusz Białowąs (1568)   |                                                                                                  | Polskie Stronnictwo Ludowe Ewa Jaszczuk (6364)                                                 |                                                                                                |
| 5                 | Prawo i Sprawiedliwość Michał Mulawa (16 514) Grzegorz Wróbel (11 863) Krzysztof Gałaszkiewicz (9221) wakat | | Polskie Stronnictwo Ludowe Arkadiusz Bratkowski (14 673)                                       |                                                                                                  | KKW Platforma.Nowoczesna Koalicja Obywatelska Zofia Woźnica (8413)                             |                                                                                                |
|                   | | |                                                                                                |                                                                                                  |                                                                                                |                                                                                                |

## Wyniki wyborów do Sejmiku Województwa Lubuskiego VI kadencji
| Komitet wyborczy | Komitet wyborczy                              | Głosy   | Głosy  | Głosy | Mandaty | Mandaty | Mandaty |
| Komitet wyborczy | Komitet wyborczy                              | Liczba  | %      | +/−   | Liczba  | +/−     | %       |
| ---------------- | --------------------------------------------- | ------- | ------ | ----- | ------- | ------- | ------- |
|                  | KKW Platforma.Nowoczesna Koalicja Obywatelska | 115 294 | 29,92  | 4,55  | 11      | 1       | 36,67   |
|                  | Prawo i Sprawiedliwość                        | 96 747  | 25,11  | 8,20  | 9       | 4       | 30,00   |
|                  | KWW Bezpartyjni Samorządowcy                  | 50 764  | 13,17  | –     | 4       | –       | 13,33   |
|                  | Polskie Stronnictwo Ludowe                    | 47 919  | 12,43  | 10,47 | 4       | 4       | 13,33   |
|                  | KKW SLD Lewica Razem                          | 36 941  | 9,59   | 5,26  | 2       | 3       | 6,67    |
|                  |                                               |         |        |       |         |         |         |
|                  | KWW Kukiz’15                                  | 12 391  | 3,22   | –     | –       | –       | –       |
|                  | Partia Zieloni                                | 10 112  | 2,62   | –     | –       | –       | –       |
|                  | Partia Razem                                  | 6623    | 1,72   | –     | –       | –       | –       |
|                  | Ruch Narodowy RP                              | 6435    | 1,67   | 0,30  | –       |         | –       |
|                  | KWW Wolność w Samorządzie                     | 2132    | 0,55   | –     | –       | –       | –       |
|                  |                                               |         |        |       |         |         |         |
| Ogółem           | Ogółem                                        | 385 358 | 100,00 | –     | 30      | –       | 100,00  |
| Głosy nieważne   | Głosy nieważne                                | 28 757  | 6,94   | 12,66 |         |         |         |
| Frekwencja       | Frekwencja                                    | 414 115 | 52,27  | 7,64  |         |         |         |

Podział mandatów i rozkład procentowy poparcia w wyniku wyborów z uwzględnieniem podziału na późniejszą koalicję rządzącą w kolejności: ugrupowania zarządu, opozycja sejmikowa i pozasejmikowa [Marszałek województwa Elżbieta Polak, koalicja KO-PSL-SLD]:
|    |     |        |     |    |
| ↓  |     |        |     |    |
| 11 | 4   | 2      | 9   | 4  |
| KO | PSL | SLD LR | PiS | BS |

|    |     |        |     |    |      |   |  |  |  |  |
|    |     |        |     |    |      |   |  |  |  |  |
| KO | PSL | SLD LR | PiS | BS | K’15 | Z |  |  |  |  |

| Radni VI kadencji |                                                                                                | |                                                                                                |                                                                                                |                                                                                                |                                                                                                |                                                                                                |                                                                                                |
| Nr                | Radni wybrani z list poszczególnych komitetów wyborczych (w nawiasach liczba zdobytych głosów) | Radni wybrani z list poszczególnych komitetów wyborczych (w nawiasach liczba zdobytych głosów)                                 | Radni wybrani z list poszczególnych komitetów wyborczych (w nawiasach liczba zdobytych głosów) | Radni wybrani z list poszczególnych komitetów wyborczych (w nawiasach liczba zdobytych głosów) | Radni wybrani z list poszczególnych komitetów wyborczych (w nawiasach liczba zdobytych głosów) | Radni wybrani z list poszczególnych komitetów wyborczych (w nawiasach liczba zdobytych głosów) | Radni wybrani z list poszczególnych komitetów wyborczych (w nawiasach liczba zdobytych głosów) | Radni wybrani z list poszczególnych komitetów wyborczych (w nawiasach liczba zdobytych głosów) |
| 1                 |                                                                                                | KKW Platforma.Nowoczesna Koalicja Obywatelska Jerzy Wierchowicz (10 452) Anna Synowiec (7719) Mirosław Marcinkiewicz (3671)    |                                                                                                | Prawo i Sprawiedliwość Marek Surmacz (10 097) Zofia Dajczak (2106)                             |                                                                                                | KKW SLD Lewica Razem Tadeusz Jędrzejczak (6728)                                                |                                                                                                | Polskie Stronnictwo Ludowe Jan Świrepo (4335)                                                  |
| 2                 | KKW Platforma.Nowoczesna Koalicja Obywatelska Marcin Jabłoński (6181) Edward Fedko (5536)      | Prawo i Sprawiedliwość Bogusław Motowidełko (6013) Helena Hatka (3744)                                                         |                                                                                                | Polskie Stronnictwo Ludowe Zbigniew Kołodziej (4379)                                           |                                                                                                | KKW SLD Lewica Razem Maria Jaworska (2502)                                                     |                                                                                                |                                                                                                |
| 3                 |                                                                                                | KWW Bezpartyjni Samorządowcy Wacław Maciuszonek (1365) Sławomir Muzyka (933)                                                   | Prawo i Sprawiedliwość Tadeusz Ardelli (5365)                                                  |                                                                                                | KKW Platforma.Nowoczesna Koalicja Obywatelska Marek Cieślak (4086)                             |                                                                                                | Polskie Stronnictwo Ludowe Anna Chinalska (3400)                                               |                                                                                                |
| 4                 |                                                                                                | KKW Platforma.Nowoczesna Koalicja Obywatelska Sebastian Ciemnoczołowski (3354) Aleksandra Mrozek (2157) Alicja Makarska (1362) | Prawo i Sprawiedliwość Zbigniew Kościk (9838) Kazimierz Łatwiński (3020)                       |                                                                                                | KWW Bezpartyjni Samorządowcy Wioleta Haręźlak (6342)                                           |                                                                                                |                                                                                                |                                                                                                |
| 5                 |                                                                                                | Prawo i Sprawiedliwość Małgorzata Gośniowska-Kola (7691) Małgorzata Paluch-Słowińska (4146)                                    |                                                                                                | KKW Platforma.Nowoczesna Koalicja Obywatelska Grzegorz Potęga (5672) wakat                     |                                                                                                | Polskie Stronnictwo Ludowe Elżbieta Polak (3357)                                               |                                                                                                | KWW Bezpartyjni Samorządowcy wakat                                                             |
|                   |                                                                                                | |                                                                                                |                                                                                                |                                                                                                |                                                                                                |                                                                                                |                                                                                                |

## Wyniki wyborów do Sejmiku Województwa Łódzkiego VI kadencji
| Komitet wyborczy | Komitet wyborczy                              | Głosy     | Głosy  | Głosy | Mandaty | Mandaty | Mandaty |
| Komitet wyborczy | Komitet wyborczy                              | Liczba    | %      | +/−   | Liczba  | +/−     | %       |
| ---------------- | --------------------------------------------- | --------- | ------ | ----- | ------- | ------- | ------- |
|                  | Prawo i Sprawiedliwość                        | 365 241   | 34,88  | 7,40  | 17      | 5       | 51,52   |
|                  | KKW Platforma.Nowoczesna Koalicja Obywatelska | 297 245   | 28,39  | 1,62  | 12      | 2       | 36,36   |
|                  | Polskie Stronnictwo Ludowe                    | 136 743   | 13,06  | 13,98 | 4       | 6       | 12,12   |
|                  |                                               |           |        |       |         |         |         |
|                  | KKW SLD Lewica Razem                          | 66 160    | 6,32   | 2,70  | –       | 1       | –       |
|                  | KWW Kukiz’15                                  | 61 333    | 5,86   | –     | –       | –       | –       |
|                  | KWW Bezpartyjni Samorządowcy                  | 40 875    | 3,90   | –     | –       | –       | –       |
|                  | Partia Razem                                  | 18 016    | 1,72   | –     | –       | –       | –       |
|                  | KWW Wolność w Samorządzie                     | 14 435    | 1,38   | –     | –       | –       | –       |
|                  | Partia Zieloni                                | 14 047    | 1,34   | –     | –       | –       | –       |
|                  | Ruch Narodowy RP                              | 12 200    | 1,17   | 0,14  | –       |         | –       |
|                  | Wolni i Solidarni                             | 10 798    | 1,03   | –     | –       | –       | –       |
|                  | KWW Akcja Narodowa                            | 5654      | 0,54   | –     | –       | –       | –       |
|                  | KWW Jedność Narodu – Wspólnota                | 4369      | 0,42   | –     | –       | –       | –       |
|                  |                                               |           |        |       |         |         |         |
| Ogółem           | Ogółem                                        | 1 047 116 | 100,00 | –     | 33      | –       | 100,00  |
| Głosy nieważne   | Głosy nieważne                                | 78 478    | 6,97   | 10,19 |         |         |         |
| Frekwencja       | Frekwencja                                    | 1 125 594 | 56,91  | 8,88  |         |         |         |

Podział mandatów i rozkład procentowy poparcia w wyniku wyborów z uwzględnieniem podziału na późniejszą koalicję rządzącą w kolejności: ugrupowania zarządu, opozycja sejmikowa i pozasejmikowa (komitety, które nie przekroczyły 1% poparcia w skali województwa, potraktowano zbiorczo) [Marszałek województwa Grzegorz Schreiber, PiS]:
|     |    |     |
| ↓   |    |     |
| 17  | 12 | 4   |
| PiS | KO | PSL |

|     |    |     |        |      |    |  |  |  |  |  |  |  |
|     |    |     |        |      |    |  |  |  |  |  |  |  |
| PiS | KO | PSL | SLD LR | K’15 | BS |  |  |  |  |  |  |  |

| Radni VI kadencji | | |                                                                                                |                                                                                                |                                                                                                |                                                                                                |
| Nr                | Radni wybrani z list poszczególnych komitetów wyborczych (w nawiasach liczba zdobytych głosów)                        | Radni wybrani z list poszczególnych komitetów wyborczych (w nawiasach liczba zdobytych głosów)                                                                                              | Radni wybrani z list poszczególnych komitetów wyborczych (w nawiasach liczba zdobytych głosów) | Radni wybrani z list poszczególnych komitetów wyborczych (w nawiasach liczba zdobytych głosów) | Radni wybrani z list poszczególnych komitetów wyborczych (w nawiasach liczba zdobytych głosów) | Radni wybrani z list poszczególnych komitetów wyborczych (w nawiasach liczba zdobytych głosów) |
| 1                 | | KKW Platforma.Nowoczesna Koalicja Obywatelska Katarzyna Sadowska (8951) Marcin Bugajski (6363) Anna Rabiega (5962) Bożena Ziemniewicz (5939) Paweł Drążczyk (4418) Paulina Ciepłucha (4229) |                                                                                                | Prawo i Sprawiedliwość Piotr Adamczyk (37 856) Halina Rosiak (8677) Włodzimierz Fisiak (7385)  |                                                                                                |                                                                                                |
| 2                 | | Prawo i Sprawiedliwość Alicja Antczak (17 562) Waldemar Wojciechowski (9924) Zbigniew Linkowski (9252)                                                                                      |                                                                                                | KKW Platforma.Nowoczesna Koalicja Obywatelska Iwona Lewandowska (3723) Edyta Strumian (1566)   |                                                                                                |                                                                                                |
| 3                 | Prawo i Sprawiedliwość Marlena Sagan (19 997) Dorota Więckowska (8583) Iwona Koperska (7705) Edward Kiedos (7187)     | KKW Platforma.Nowoczesna Koalicja Obywatelska wakat |                                                                                                | Polskie Stronnictwo Ludowe Andrzej Chowis (7951) Elżbieta Nawrocka (5253)                      |                                                                                                |                                                                                                |
| 4                 | Prawo i Sprawiedliwość Zbigniew Ziemba (30 021) Beata Dróżdż (15 212) Dariusz Rogut (11 394) Aneta Niedźwiecka (9054) | KKW Platforma.Nowoczesna Koalicja Obywatelska wakat | Polskie Stronnictwo Ludowe wakat                                                               |                                                                                                |                                                                                                |                                                                                                |
| 5                 | Prawo i Sprawiedliwość Ewa Wendrowska (7311) Janusz Ciesielski (6525) Beata Ozga-Flejszer (4609)                      | | Polskie Stronnictwo Ludowe Artur Bagieński (16 984)                                            |                                                                                                | KKW Platforma.Nowoczesna Koalicja Obywatelska Arkadiusz Gajewski (9895)                        |                                                                                                |
|                   | | |                                                                                                |                                                                                                |                                                                                                |                                                                                                |

## Wyniki wyborów do Sejmiku Województwa Małopolskiego VI kadencji
| Komitet wyborczy | Komitet wyborczy                              | Głosy     | Głosy  | Głosy | Mandaty | Mandaty | Mandaty |
| Komitet wyborczy | Komitet wyborczy                              | Liczba    | %      | +/−   | Liczba  | +/−     | %       |
| ---------------- | --------------------------------------------- | --------- | ------ | ----- | ------- | ------- | ------- |
|                  | Prawo i Sprawiedliwość                        | 597 432   | 43,55  | 6,84  | 24      | 7       | 61,54   |
|                  | KKW Platforma.Nowoczesna Koalicja Obywatelska | 310 870   | 22,66  | 5,60  | 11      | 3       | 28,21   |
|                  | Polskie Stronnictwo Ludowe                    | 137 617   | 10,03  | 10,01 | 4       | 4       | 10,26   |
|                  |                                               |           |        |       |         |         |         |
|                  | KWW Kukiz’15                                  | 79 030    | 5,76   | –     | –       | –       | –       |
|                  | „Wspólna Małopolska”                          | 61 511    | 4,48   | –     | –       | –       | –       |
|                  | KWW Bezpartyjni Samorządowcy                  | 53 347    | 3,89   | –     | –       | –       | –       |
|                  | KKW SLD Lewica Razem                          | 39 312    | 2,87   | 1,02  | –       |         | –       |
|                  | KWW Wolność w Samorządzie                     | 24 628    | 1,80   | –     | –       | –       | –       |
|                  | Partia Razem                                  | 19 709    | 1,44   | –     | –       | –       | –       |
|                  | Partia Zieloni                                | 13 974    | 1,02   | –     | –       | –       | –       |
|                  | Wolni i Solidarni                             | 12 440    | 0,91   | –     | –       | –       | –       |
|                  | Ruch Narodowy RP                              | 11 814    | 0,86   | 0,69  | –       |         | –       |
|                  | KWW Iskra                                     | 8101      | 0,59   | –     | –       | –       | –       |
|                  | Stowarzyszenie Lex Naturalis                  | 2120      | 0,15   | –     | –       | –       | –       |
|                  |                                               |           |        |       |         |         |         |
| Ogółem           | Ogółem                                        | 1 371 905 | 100,00 | –     | 39      | –       | 100,00  |
| Głosy nieważne   | Głosy nieważne                                | 96 277    | 6,56   | 10,13 |         |         |         |
| Frekwencja       | Frekwencja                                    | 1 468 182 | 55,20  | 6,75  |         |         |         |

Podział mandatów i rozkład procentowy poparcia w wyniku wyborów z uwzględnieniem podziału na późniejszą koalicję rządzącą w kolejności: ugrupowanie zarządu, opozycja sejmikowa i pozasejmikowa (komitety, które nie przekroczyły 1% poparcia w skali województwa, potraktowano zbiorczo) [Marszałek województwa Witold Kozłowski, PiS]:
|     |    |     |
| ↓   |    |     |
| 24  | 11 | 4   |
| PiS | KO | PSL |

|     |    |     |      |    |    |  |  |  |  |  |  |
|     |    |     |      |    |    |  |  |  |  |  |  |
| PiS | KO | PSL | K’15 | WM | BS |  |  |  |  |  |  |

| Radni VI kadencji | | |                                                                                                | |                                                                                                |                                                                                                |
| Nr                | Radni wybrani z list poszczególnych komitetów wyborczych (w nawiasach liczba zdobytych głosów)                                      | Radni wybrani z list poszczególnych komitetów wyborczych (w nawiasach liczba zdobytych głosów)                                                              | Radni wybrani z list poszczególnych komitetów wyborczych (w nawiasach liczba zdobytych głosów) | Radni wybrani z list poszczególnych komitetów wyborczych (w nawiasach liczba zdobytych głosów)                  | Radni wybrani z list poszczególnych komitetów wyborczych (w nawiasach liczba zdobytych głosów) | Radni wybrani z list poszczególnych komitetów wyborczych (w nawiasach liczba zdobytych głosów) |
| 1                 | | Prawo i Sprawiedliwość Iwona Gibas (25 795) Andrzej Wójcik (10 982) Rafał Kosowski (8874)                                                                   |                                                                                                | KKW Platforma.Nowoczesna Koalicja Obywatelska Kinga Skowrońska (14 347) Tadeusz Arkit (11 506)                  |                                                                                                |                                                                                                |
| 2                 | Prawo i Sprawiedliwość Łukasz Smółka (12 270) Bogdan Pęk (11 078) Mirosław Dróżdż (10 161)                                          | KKW Platforma.Nowoczesna Koalicja Obywatelska Jacek Krupa (22 716) wakat                                                                                    |                                                                                                | Polskie Stronnictwo Ludowe wakat                                                                                |                                                                                                |                                                                                                |
| 3                 | | KKW Platforma.Nowoczesna Koalicja Obywatelska Jerzy Fedorowicz (27 150) Kazimierz Barczyk (22 933) Małgorzata Radwan-Ballada (11 106) Tadeusz Gadacz (6713) |                                                                                                | Prawo i Sprawiedliwość Jan Duda (56 763) Tomasz Urynowicz (10 018) Andrzej Ziobro (9738) Agnieszka Zając (6144) |                                                                                                |                                                                                                |
| 4                 | | Prawo i Sprawiedliwość Marek Wierzba (19 348) Jan Piczura (16 712) Robert Bylica (9660) Rafał Stuglik (9504) Danuta Kawa (7011)                             |                                                                                                | KKW Platforma.Nowoczesna Koalicja Obywatelska Stanisław Bisztyga (16 157)                                       |                                                                                                | Polskie Stronnictwo Ludowe Stanisław Barnaś (9023)                                             |
| 5                 | Prawo i Sprawiedliwość Wojciech Skruch (9223) Marta Malec-Lech (8485) Józef Gawron (8206) Piotr Dziurdzia (6908) Anna Mikosz (1773) | | Polskie Stronnictwo Ludowe Stanisław Sorys (12 349)                                            | | KKW Platforma.Nowoczesna Koalicja Obywatelska Krzysztof Nowak (11 476)                         |                                                                                                |
| 6                 | Prawo i Sprawiedliwość Grzegorz Biedroń (38 563) Jadwiga Wójtowicz (18 544) Marta Mordarska (15 819) Witold Kozłowski (8554)        | Polskie Stronnictwo Ludowe Stanisław Pasoń (11 121) | KKW Platforma.Nowoczesna Koalicja Obywatelska Elżbieta Ruchała (4651)                          | |                                                                                                |                                                                                                |
|                   | | |                                                                                                | |                                                                                                |                                                                                                |

## Wyniki wyborów do Sejmiku Województwa Mazowieckiego VI kadencji
| Komitet wyborczy | Komitet wyborczy                              | Głosy     | Głosy  | Głosy | Mandaty | Mandaty | Mandaty |
| Komitet wyborczy | Komitet wyborczy                              | Liczba    | %      | +/−   | Liczba  | +/−     | %       |
| ---------------- | --------------------------------------------- | --------- | ------ | ----- | ------- | ------- | ------- |
|                  | Prawo i Sprawiedliwość                        | 815 942   | 34,04  | 5,25  | 24      | 5       | 47,06   |
|                  | KKW Platforma.Nowoczesna Koalicja Obywatelska | 662 994   | 27,66  | 3,60  | 18      | 3       | 35,29   |
|                  | Polskie Stronnictwo Ludowe                    | 315 287   | 13,15  | 12,49 | 8       | 8       | 15,69   |
|                  | KWW Bezpartyjni Samorządowcy                  | 149 551   | 6,24   | –     | 1       | –       | 1,96    |
|                  |                                               |           |        |       |         |         |         |
|                  | KKW SLD Lewica Razem                          | 130 970   | 5,46   | 1,65  | –       | 1       | –       |
|                  | KWW Kukiz’15                                  | 130 501   | 5,44   | –     | –       | –       | –       |
|                  | Partia Razem                                  | 40 799    | 1,70   | –     | –       | –       | –       |
|                  | KWW Wolność w Samorządzie                     | 36 307    | 1,51   | –     | –       | –       | –       |
|                  | Partia Zieloni                                | 33 101    | 1,38   | –     | –       | –       | –       |
|                  | Ruch Narodowy RP                              | 29 612    | 1,24   | 0,53  | –       |         | –       |
|                  | Zjednoczenie Chrześcijańskich Rodzin          | 21 595    | 0,90   | –     | –       | –       | –       |
|                  | Wolni i Solidarni                             | 17 955    | 0,75   | –     | –       | –       | –       |
|                  | KWW Jedność Narodu – Wspólnota                | 11 532    | 0,48   | –     | –       | –       | –       |
|                  | Stronnictwo Pracy                             | 761       | 0,03   | –     | –       | –       | –       |
|                  |                                               |           |        |       |         |         |         |
| Ogółem           | Ogółem                                        | 2 396 907 | 100,00 | –     | 51      | –       | 100,00  |
| Głosy nieważne   | Głosy nieważne                                | 154 337   | 6,05   | 9,09  |         |         |         |
| Frekwencja       | Frekwencja                                    | 2 551 244 | 60,87  | 9,80  |         |         |         |

Podział mandatów i rozkład procentowy poparcia w wyniku wyborów z uwzględnieniem podziału na późniejszą koalicję rządzącą w kolejności: ugrupowania zarządu, opozycja sejmikowa i pozasejmikowa (komitety, które nie przekroczyły 1% poparcia w skali województwa, potraktowano zbiorczo) [Marszałek województwa Adam Struzik, koalicja KO-PSL]:
|    |     |     |   |
| ↓  |     |     |   |
| 18 | 8   | 24  | 1 |
| KO | PSL | PiS |   |

|    |     |     |    |        |      |  |  |  |  |  |  |
|    |     |     |    |        |      |  |  |  |  |  |  |
| KO | PSL | PiS | BS | SLD LR | K’15 |  |  |  |  |  |  |

| Radni VI kadencji | | | |                                                                                                |                                                                                                |                                                                                                |                                                                                                |                                                                                                |
| Nr                | Radni wybrani z list poszczególnych komitetów wyborczych (w nawiasach liczba zdobytych głosów)                                                                        | Radni wybrani z list poszczególnych komitetów wyborczych (w nawiasach liczba zdobytych głosów)                                                              | Radni wybrani z list poszczególnych komitetów wyborczych (w nawiasach liczba zdobytych głosów)                                                          | Radni wybrani z list poszczególnych komitetów wyborczych (w nawiasach liczba zdobytych głosów) | Radni wybrani z list poszczególnych komitetów wyborczych (w nawiasach liczba zdobytych głosów) | Radni wybrani z list poszczególnych komitetów wyborczych (w nawiasach liczba zdobytych głosów) | Radni wybrani z list poszczególnych komitetów wyborczych (w nawiasach liczba zdobytych głosów) | Radni wybrani z list poszczególnych komitetów wyborczych (w nawiasach liczba zdobytych głosów) |
| 1                 | | KKW Platforma.Nowoczesna Koalicja Obywatelska Ludwik Rakowski (60 920) Katarzyna Bornowska (29 737) Helena Cichocka (16 525) Krzysztof Skolimowski (12 752) | | Prawo i Sprawiedliwość Witold Kołodziejski (37 487)                                            |                                                                                                |                                                                                                |                                                                                                |                                                                                                |
| 2                 | KKW Platforma.Nowoczesna Koalicja Obywatelska Bartosz Wiśniakowski (40 724) Urszula Kierzkowska (26 409) Krzysztof Strzałkowski (19 493)                              | Prawo i Sprawiedliwość Michał Prószyński (34 767) Michał Grodzki (15 251)                                                                                   | |                                                                                                |                                                                                                |                                                                                                |                                                                                                |                                                                                                |
| 3                 | KKW Platforma.Nowoczesna Koalicja Obywatelska Tomasz Kucharski (58 452) Wioletta Paprocka-Ślusarska (23 470) Izabela Ziątek (16 025)                                  | Prawo i Sprawiedliwość Wojciech Zabłocki (20 554) Ewa Lisiecka (13 857)                                                                                     | |                                                                                                |                                                                                                |                                                                                                |                                                                                                |                                                                                                |
| 4                 | | Polskie Stronnictwo Ludowe Adam Struzik (76 971) Paweł Obermeyer (9161) Konrad Wojnarowski (6775) Wiesława Krawczyk (5434)                                  | Prawo i Sprawiedliwość Łukasz Gołębiowski (13 783) Mirosław Milewski (12 478) Artur Czapliński (12 053) Maria Gajewska (8856)                           |                                                                                                | KKW Platforma.Nowoczesna Koalicja Obywatelska Wiesław Raboszuk (8938)                          |                                                                                                |                                                                                                |                                                                                                |
| 5                 | | Prawo i Sprawiedliwość Jakub Kowalski (37 772) Ewa Białecka (12 673) Jan Rejczak (11 031) Anna Wolszczak (6343)                                             | | KKW Platforma.Nowoczesna Koalicja Obywatelska Rafał Rajkowski (29 861) Tomasz Śmietanka (8828) |                                                                                                | Polskie Stronnictwo Ludowe Leszek Przybytniak (10 170)                                         |                                                                                                |                                                                                                |
| 6                 | Prawo i Sprawiedliwość Wojciech Kudelski (54 857) Joanna Bala (17 817) Krzysztof Żochowski (16 738) Krzysztof Winiarski (10 184) Elżbieta Woźniak-Sionek (9685) wakat | | Polskie Stronnictwo Ludowe Janina Orzełowska (26 189) wakat                                                                                             |                                                                                                | KKW Platforma.Nowoczesna Koalicja Obywatelska Elżbieta Lanc (25 818)                           |                                                                                                |                                                                                                |                                                                                                |
| 7                 | Prawo i Sprawiedliwość Andrzej Bittel (42 714) Katarzyna Lubiak (23 050) Damian Olszewski (14 040) Stefan Traczyk (9709) Łukasz Kudlicki (9243)                       | | KKW Platforma.Nowoczesna Koalicja Obywatelska Marcin Podsędek (41 078) Jadwiga Zakrzewska (13 746) Anna Brzezińska (10 623) Aleksandra Śmietanka (8372) |                                                                                                | Polskie Stronnictwo Ludowe Dorota Stalińska (12 575)                                           |                                                                                                | KWW Bezpartyjni Samorządowcy Konrad Rytel (13 453)                                             |                                                                                                |
|                   | | | |                                                                                                |                                                                                                |                                                                                                |                                                                                                |                                                                                                |

## Wyniki wyborów do Sejmiku Województwa Opolskiego VI kadencji
| Komitet wyborczy | Komitet wyborczy                              | Głosy   | Głosy  | Głosy | Mandaty | Mandaty | Mandaty |
| Komitet wyborczy | Komitet wyborczy                              | Liczba  | %      | +/−   | Liczba  | +/−     | %       |
| ---------------- | --------------------------------------------- | ------- | ------ | ----- | ------- | ------- | ------- |
|                  | KKW Platforma.Nowoczesna Koalicja Obywatelska | 105 501 | 29,45  | 4,10  | 13      | 4       | 43,33   |
|                  | Prawo i Sprawiedliwość                        | 92 305  | 25,77  | 8,98  | 10      | 5       | 33,33   |
|                  | KWW Mniejszość Niemiecka                      | 52 431  | 14,64  | 0,26  | 5       | 2       | 16,67   |
|                  | Polskie Stronnictwo Ludowe                    | 38 383  | 10,72  | 11,20 | 2       | 6       | 6,67    |
|                  |                                               |         |        |       |         |         |         |
|                  | KWW Kukiz’15                                  | 21 708  | 6,06   | –     | –       | –       | –       |
|                  | KKW SLD Lewica Razem                          | 21 263  | 5,94   | 3,54  | –       | 1       | –       |
|                  | KWW Wolność w Samorządzie                     | 5515    | 1,54   | –     | –       | –       | –       |
|                  | Partia Razem                                  | 5410    | 1,51   | –     | –       | –       | –       |
|                  | Śląska Partia Regionalna                      | 4034    | 1,13   | –     | –       | –       | –       |
|                  | Wolni i Solidarni                             | 3846    | 1,07   | –     | –       | –       | –       |
|                  | Ruch Narodowy RP                              | 3403    | 0,95   | 0,34  | –       |         | –       |
|                  | KWW Bezpartyjni Samorządowcy                  | 2787    | 0,78   | –     | –       | –       | –       |
|                  | Partia Zieloni                                | 1609    | 0,45   | –     | –       | –       | –       |
|                  |                                               |         |        |       |         |         |         |
| Ogółem           | Ogółem                                        | 358 195 | 100,00 | –     | 30      | –       | 100,00  |
| Głosy nieważne   | Głosy nieważne                                | 27 482  | 7,13   | 11,12 |         |         |         |
| Frekwencja       | Frekwencja                                    | 385 677 | 48,63  | 6,50  |         |         |         |

Podział mandatów i rozkład procentowy poparcia w wyniku wyborów z uwzględnieniem podziału na późniejszą koalicję rządzącą w kolejności: ugrupowania zarządu, opozycja sejmikowa i pozasejmikowa (komitety, które nie przekroczyły 1% poparcia w skali województwa, potraktowano zbiorczo) [Marszałek województwa Andrzej Buła, koalicja KO-MN-PSL]:
|    |    |     |     |
| ↓  |    |     |     |
| 13 | 5  | 2   | 10  |
| KO | MN | PSL | PiS |

|    |    |     |     |      |        |  |  |  |  |  |  |
|    |    |     |     |      |        |  |  |  |  |  |  |
| KO | MN | PSL | PiS | K’15 | SLD LR |  |  |  |  |  |  |

| Radni VI kadencji | | |                                                                                                |                                                                                                |                                                                                                |                                                                                                |
| Nr                | Radni wybrani z list poszczególnych komitetów wyborczych (w nawiasach liczba zdobytych głosów)                     | Radni wybrani z list poszczególnych komitetów wyborczych (w nawiasach liczba zdobytych głosów)                                           | Radni wybrani z list poszczególnych komitetów wyborczych (w nawiasach liczba zdobytych głosów) | Radni wybrani z list poszczególnych komitetów wyborczych (w nawiasach liczba zdobytych głosów) | Radni wybrani z list poszczególnych komitetów wyborczych (w nawiasach liczba zdobytych głosów) | Radni wybrani z list poszczególnych komitetów wyborczych (w nawiasach liczba zdobytych głosów) |
| 1                 | | KKW Platforma.Nowoczesna Koalicja Obywatelska Zbigniew Kubalańca (9725) Janusz Trzepizur (5398) Szymon Ogłaza (4478) Łukasz Dymek (2387) |                                                                                                | Prawo i Sprawiedliwość Tomasz Gabor (1220) Ryszard Szram (1166)                                |                                                                                                | KWW Mniejszość Niemiecka Rafał Bartek (7091) Hubert Kołodziej (2978)                           |
| 2                 | KKW Platforma.Nowoczesna Koalicja Obywatelska Andrzej Buła (13 041) Jolanta Wilczyńska (3315) Szymon Godyla (2317) | Prawo i Sprawiedliwość Jerzy Niedźwiecki (5771) Teresa Ceglecka-Zielonka (3359)                                                          |                                                                                                |                                                                                                |                                                                                                |                                                                                                |
| 3                 | KKW Platforma.Nowoczesna Koalicja Obywatelska Brygida Kolenda-Łabuś (7104) Robert Węgrzyn (2613)                   | | KWW Mniejszość Niemiecka Roman Kolek (8013) Edyta Gola (2066)                                  |                                                                                                | Prawo i Sprawiedliwość Bogdan Tomaszek (5196)                                                  |                                                                                                |
| 4                 | KKW Platforma.Nowoczesna Koalicja Obywatelska Zbigniew Ziółko (7359) Janina Okrągły (3621)                         | | Prawo i Sprawiedliwość Joanna Czochara (4900) Piotr Semak (3738)                               |                                                                                                | KWW Mniejszość Niemiecka Zuzanna Donath-Kasiura (6243)                                         |                                                                                                |
| 5                 | | Prawo i Sprawiedliwość Dariusz Byczkowski (10 596) Martyna Nakonieczny (3647) Danuta Trzaskawska (3209)                                  |                                                                                                | KKW Platforma.Nowoczesna Koalicja Obywatelska Piotr Wach (7261) Bogusław Wierdak (5339)        |                                                                                                | Polskie Stronnictwo Ludowe Norbert Krajczy (9599) Antoni Konopka (2914)                        |
|                   | | |                                                                                                |                                                                                                |                                                                                                |                                                                                                |

## Wyniki wyborów do Sejmiku Województwa Podkarpackiego VI kadencji
| Komitet wyborczy | Komitet wyborczy                              | Głosy   | Głosy  | Głosy | Mandaty | Mandaty | Mandaty |
| Komitet wyborczy | Komitet wyborczy                              | Liczba  | %      | +/−   | Liczba  | +/−     | %       |
| ---------------- | --------------------------------------------- | ------- | ------ | ----- | ------- | ------- | ------- |
|                  | Prawo i Sprawiedliwość                        | 443 439 | 52,25  | 8,55  | 25      | 6       | 75,76   |
|                  | KKW Platforma.Nowoczesna Koalicja Obywatelska | 114 100 | 13,44  | 1,93  | 5       | [ b ]   | 15,15   |
|                  | Polskie Stronnictwo Ludowe                    | 100 802 | 11,88  | 12,51 | 3       | 6       | 9,09    |
|                  |                                               |         |        |       |         |         |         |
|                  | KWW Kukiz’15                                  | 56 176  | 6,62   | –     | –       | –       | –       |
|                  | KKW SLD Lewica Razem                          | 49 669  | 5,85   | 1,59  | –       |         | –       |
|                  | KWW Bezpartyjni Samorządowcy                  | 28 801  | 3,39   | –     | –       | –       | –       |
|                  | Ruch Narodowy RP                              | 16 318  | 1,92   | 0,38  | –       |         | –       |
|                  | KWW Wolność w Samorządzie                     | 15 059  | 1,77   | –     | –       | –       | –       |
|                  | Wolni i Solidarni                             | 9865    | 1,16   | –     | –       | –       | –       |
|                  | Partia Razem                                  | 9166    | 1,08   | –     | –       | –       | –       |
|                  | Partia Zieloni                                | 5334    | 0,63   | –     | –       | –       | –       |
|                  |                                               |         |        |       |         |         |         |
| Ogółem           | Ogółem                                        | 848 729 | 100,00 | –     | 33      | –       | 100,00  |
| Głosy nieważne   | Głosy nieważne                                | 62 303  | 6,84   | 9,17  |         |         |         |
| Frekwencja       | Frekwencja                                    | 911 032 | 53,02  | 2,40  |         |         |         |

Podział mandatów i rozkład procentowy poparcia w wyniku wyborów z uwzględnieniem podziału na późniejsze ugrupowanie rządzące w kolejności: ugrupowanie zarządu, opozycja sejmikowa i pozasejmikowa [Marszałek województwa Władysław Ortyl, PiS]:
|     |    |     |
| ↓   |    |     |
| 25  | 5  | 3   |
| PiS | KO | PSL |

|     |    |     |      |        |    |    |  |  |  |  |  |
|     |    |     |      |        |    |    |  |  |  |  |  |
| PiS | KO | PSL | K’15 | SLD LR | BS | RN |  |  |  |  |  |

| Radni VI kadencji | | |                                                                                                |                                                                                                |                                                                                                |                                                                                                |
| Nr                | Radni wybrani z list poszczególnych komitetów wyborczych (w nawiasach liczba zdobytych głosów)                                                         | Radni wybrani z list poszczególnych komitetów wyborczych (w nawiasach liczba zdobytych głosów)                                                                | Radni wybrani z list poszczególnych komitetów wyborczych (w nawiasach liczba zdobytych głosów) | Radni wybrani z list poszczególnych komitetów wyborczych (w nawiasach liczba zdobytych głosów) | Radni wybrani z list poszczególnych komitetów wyborczych (w nawiasach liczba zdobytych głosów) | Radni wybrani z list poszczególnych komitetów wyborczych (w nawiasach liczba zdobytych głosów) |
| 1                 | | Prawo i Sprawiedliwość Jerzy Cypryś (29 611) Karol Ożóg (20 714) Jacek Kotula (13 583) Stanisław Kruczek (12 753) Mieczysław Tołpa (9360) Maria Fajger (7780) |                                                                                                | KKW Platforma.Nowoczesna Koalicja Obywatelska Krzysztof Feret (9328) Danuta Stępień (6803)     |                                                                                                |                                                                                                |
| 2                 | Prawo i Sprawiedliwość Władysław Ortyl (38 428) Stefan Bieszczad (14 054) Jacek Magdoń (10 489) Czesław Łączak (9908) Maria Napieracz (6262)           | | Polskie Stronnictwo Ludowe Jan Tarapata (7575)                                                 |                                                                                                |                                                                                                |                                                                                                |
| 3                 | Prawo i Sprawiedliwość Bogdan Romaniuk (15 451) Ewa Draus (14 048) Kamila Piech (10 697) Jan Dziubiński (9538)                                         | | KKW Platforma.Nowoczesna Koalicja Obywatelska Andrzej Szlęzak (12 427)                         |                                                                                                |                                                                                                |                                                                                                |
| 4                 | Prawo i Sprawiedliwość Piotr Pilch (18 878) Anna Huk (11 894) Mariusz Król (11 165) Andrzej Ćwierz (10 592)                                            | | Polskie Stronnictwo Ludowe Andrzej Nepelski (10 388)                                           |                                                                                                | KKW Platforma.Nowoczesna Koalicja Obywatelska Piotr Tomański (10 570)                          |                                                                                                |
| 5                 | Prawo i Sprawiedliwość Wojciech Zając (20 103) Jerzy Borcz (18 194) Dorota Łukaszyk (6030) Adam Drozd (6009) Joanna Bril (5242) Monika Brewczak (5199) | Polskie Stronnictwo Ludowe Dariusz Sobieraj (19 505) | KKW Platforma.Nowoczesna Koalicja Obywatelska Antoni Pikul (10 479)                            |                                                                                                |                                                                                                |                                                                                                |
|                   | | |                                                                                                |                                                                                                |                                                                                                |                                                                                                |

## Wyniki wyborów do Sejmiku Województwa Podlaskiego VI kadencji
| Komitet wyborczy | Komitet wyborczy                              | Głosy   | Głosy  | Głosy | Mandaty | Mandaty | Mandaty |
| Komitet wyborczy | Komitet wyborczy                              | Liczba  | %      | +/−   | Liczba  | +/−     | %       |
| ---------------- | --------------------------------------------- | ------- | ------ | ----- | ------- | ------- | ------- |
|                  | Prawo i Sprawiedliwość                        | 195 188 | 41,64  | 7,97  | 16      | 4       | 53,33   |
|                  | KKW Platforma.Nowoczesna Koalicja Obywatelska | 113 137 | 24,14  | 1,68  | 9       | 1       | 30,00   |
|                  | Polskie Stronnictwo Ludowe                    | 73 386  | 15,66  | 11,89 | 5       | 4       | 16,67   |
|                  |                                               |         |        |       |         |         |         |
|                  | KWW Kukiz’15                                  | 27 657  | 5,90   | –     | –       | –       | –       |
|                  | KKW SLD Lewica Razem                          | 22 422  | 4,78   | 2,02  | –       | 1       | –       |
|                  | KWW Spoza Sitwy                               | 8626    | 1,84   | –     | –       | –       | –       |
|                  | Ruch Narodowy RP                              | 6353    | 1,36   | 0,45  | –       |         | –       |
|                  | Partia Razem                                  | 5818    | 1,24   | –     | –       | –       | –       |
|                  | KWW Bezpartyjni Samorządowcy                  | 5623    | 1,20   | –     | –       | –       | –       |
|                  | KWW Wolność w Samorządzie                     | 4857    | 1,04   | –     | –       | –       | –       |
|                  | Wolni i Solidarni                             | 3625    | 0,77   | –     | –       | –       | –       |
|                  | Partia Zieloni                                | 2059    | 0,44   | –     | –       | –       | –       |
|                  |                                               |         |        |       |         |         |         |
| Ogółem           | Ogółem                                        | 468 751 | 100,00 | –     | 30      | –       | 100,00  |
| Głosy nieważne   | Głosy nieważne                                | 30 917  | 6,19   | 8,77  |         |         |         |
| Frekwencja       | Frekwencja                                    | 499 668 | 53,00  | 4,99  |         |         |         |

Podział mandatów i rozkład procentowy poparcia w wyniku wyborów z uwzględnieniem podziału na późniejszą koalicję rządzącą w kolejności: ugrupowania zarządu, opozycja sejmikowa i pozasejmikowa (komitety, które nie przekroczyły 1% poparcia w skali województwa, potraktowano zbiorczo) [Marszałek województwa Artur Kosicki, PiS]:
|     |    |     |
| ↓   |    |     |
| 16  | 9  | 5   |
| PiS | KO | PSL |

|     |    |     |      |  |  |  |  |  |  |  |  |
|     |    |     |      |  |  |  |  |  |  |  |  |
| PiS | KO | PSL | K’15 |  |  |  |  |  |  |  |  |

| Radni VI kadencji | | |                                                                                                |                                                                                                |                                                                                                |                                                                                                 |
| Nr                | Radni wybrani z list poszczególnych komitetów wyborczych (w nawiasach liczba zdobytych głosów)                                                           | Radni wybrani z list poszczególnych komitetów wyborczych (w nawiasach liczba zdobytych głosów)                                               | Radni wybrani z list poszczególnych komitetów wyborczych (w nawiasach liczba zdobytych głosów) | Radni wybrani z list poszczególnych komitetów wyborczych (w nawiasach liczba zdobytych głosów) | Radni wybrani z list poszczególnych komitetów wyborczych (w nawiasach liczba zdobytych głosów) | Radni wybrani z list poszczególnych komitetów wyborczych (w nawiasach liczba zdobytych głosów)  |
| 1                 | | KKW Platforma.Nowoczesna Koalicja Obywatelska Anna Augustyn (11 683) Sławomir Nazaruk (9641) Karol Pilecki (8057) Jarosław Dworzański (4389) |                                                                                                | Prawo i Sprawiedliwość Artur Kosicki (11 838) Justyna Żalek (10 571) Bogusław Dębski (7701)    |                                                                                                |                                                                                                 |
| 2                 | | Prawo i Sprawiedliwość Romuald Łanczkowski (12 002) Paweł Wnukowski (11 017) Jadwiga Zabielska (5884) Wiesława Burnos (4284)                 |                                                                                                | Polskie Stronnictwo Ludowe Cezary Cieślukowski (10 496) Bogdan Dyjuk (6399)                    |                                                                                                | KKW Platforma.Nowoczesna Koalicja Obywatelska Waldemar Kwaterski (7320) Anna Naszkiewicz (6994) |
| 3                 | Prawo i Sprawiedliwość Marek Olbryś (15 128) Adam Sekściński (5996) Wanda Mieczkowska (5391) Piotr Modzelewski (4307)                                    | Polskie Stronnictwo Ludowe Wojciech Grochowski (4459)                                                                                        | KKW Platforma.Nowoczesna Koalicja Obywatelska Jacek Piorunek (8170)                            |                                                                                                |                                                                                                |                                                                                                 |
| 4                 | Prawo i Sprawiedliwość Stanisław Derehajło (14 199) Łukasz Siekierko (14 147) Marek Malinowski (4950) Krzysztof Kondraciuk (4302) Grzegorz Kapica (3397) | | KKW Platforma.Nowoczesna Koalicja Obywatelska Igor Łukaszuk (7184) Agnieszka Sitarska (1924)   |                                                                                                | Polskie Stronnictwo Ludowe Jerzy Leszczyński (12 281) Mikołaj Janowski (5888)                  |                                                                                                 |
|                   | | |                                                                                                |                                                                                                |                                                                                                |                                                                                                 |

## Wyniki wyborów do Sejmiku Województwa Pomorskiego VI kadencji
| Komitet wyborczy | Komitet wyborczy                              | Głosy   | Głosy  | Głosy | Mandaty | Mandaty | Mandaty |
| Komitet wyborczy | Komitet wyborczy                              | Liczba  | %      | +/−   | Liczba  | +/−     | %       |
| ---------------- | --------------------------------------------- | ------- | ------ | ----- | ------- | ------- | ------- |
|                  | KKW Platforma.Nowoczesna Koalicja Obywatelska | 375 486 | 40,70  | 0,04  | 18      | 1       | 54,55   |
|                  | Prawo i Sprawiedliwość                        | 256 823 | 27,84  | 4,44  | 13      | 4       | 39,39   |
|                  | Polskie Stronnictwo Ludowe                    | 76 888  | 8,33   | 9,10  | 2       | 5       | 6,06    |
|                  |                                               |         |        |       |         |         |         |
|                  | KKW SLD Lewica Razem                          | 60 783  | 6,59   | 1,19  | –       |         | –       |
|                  | KWW Kukiz’15                                  | 48 387  | 5,24   | –     | –       | –       | –       |
|                  | KWW Bezpartyjni Samorządowcy                  | 27 929  | 3,03   | –     | –       | –       | –       |
|                  | KWW Wolność w Samorządzie                     | 26 076  | 2,83   | –     | –       | –       | –       |
|                  | Partia Razem                                  | 20 344  | 2,21   | –     | –       | –       | –       |
|                  | Ruch Narodowy RP                              | 15 161  | 1,64   | 0,14  | –       |         | –       |
|                  | Partia Zieloni                                | 14 689  | 1,59   | –     | –       | –       | –       |
|                  |                                               |         |        |       |         |         |         |
| Ogółem           | Ogółem                                        | 922 566 | 100,00 | –     | 33      | –       | 100,00  |
| Głosy nieważne   | Głosy nieważne                                | 59 022  | 6,01   | 11,84 |         |         |         |
| Frekwencja       | Frekwencja                                    | 981 588 | 55,71  | 10,05 |         |         |         |

Podział mandatów i rozkład procentowy poparcia w wyniku wyborów z uwzględnieniem podziału na późniejszą koalicję rządzącą w kolejności: ugrupowania zarządu, opozycja sejmikowa i pozasejmikowa [Marszałek województwa Mieczysław Struk, koalicja KO-PSL]:
|    |     |     |
| ↓  |     |     |
| 18 | 2   | 13  |
| KO | PSL | PiS |

|    |     |     |        |      |    |  |  |  |  |  |
|    |     |     |        |      |    |  |  |  |  |  |
| KO | PSL | PiS | SLD LR | K’15 | BS |  |  |  |  |  |

| Radni VI kadencji | | |                                                                                                | |                                                                                                |                                                                                                |
| Nr                | Radni wybrani z list poszczególnych komitetów wyborczych (w nawiasach liczba zdobytych głosów)                                                                              | Radni wybrani z list poszczególnych komitetów wyborczych (w nawiasach liczba zdobytych głosów)                                                 | Radni wybrani z list poszczególnych komitetów wyborczych (w nawiasach liczba zdobytych głosów) | Radni wybrani z list poszczególnych komitetów wyborczych (w nawiasach liczba zdobytych głosów)         | Radni wybrani z list poszczególnych komitetów wyborczych (w nawiasach liczba zdobytych głosów) | Radni wybrani z list poszczególnych komitetów wyborczych (w nawiasach liczba zdobytych głosów) |
| 1                 | | KKW Platforma.Nowoczesna Koalicja Obywatelska Danuta Wawrowska (17 729) Leszek Bonna (13 709) Jan Kleinszmidt (11 503) Iwona Mielewczyk (6076) |                                                                                                | Prawo i Sprawiedliwość Sebastian Irzykowski (16 273) Jerzy Barzowski (9039) Mirosława Kaczyńska (7964) |                                                                                                |                                                                                                |
| 2                 | KKW Platforma.Nowoczesna Koalicja Obywatelska Wiesław Byczkowski (26 147) Andrzej Struk (25 479) Karolina Szczygieł (7704) Andrzej Bartnicki (7459) Kinga Borusewicz (6855) | Prawo i Sprawiedliwość Roman Dambek (21 359) Kazimierz Klawiter (14 387) Aleksander Kozicki (3757)                                             |                                                                                                | |                                                                                                |                                                                                                |
| 3                 | KKW Platforma.Nowoczesna Koalicja Obywatelska Mieczysław Struk (67 569) Hanna Zych-Cisoń (10 216) Grzegorz Grzelak (8092) Agnieszka Kapała-Sokalska (7207)                  | Prawo i Sprawiedliwość Karol Guzikiewicz (9624) wakat                                                                                          |                                                                                                | |                                                                                                |                                                                                                |
| 4                 | KKW Platforma.Nowoczesna Koalicja Obywatelska Danuta Rek (9529) Sylwia Laskowska-Bobula (5593) Rafał Neumann (5079)                                                         | Prawo i Sprawiedliwość Piotr Karczewski (26 146) Piotr Zwara (5797) Sylwia Leyk (4881)                                                         |                                                                                                | Polskie Stronnictwo Ludowe Dariusz Męczykowski (14 998)                                                |                                                                                                |                                                                                                |
| 5                 | KKW Platforma.Nowoczesna Koalicja Obywatelska Zenon Odya (16 401) Jerzy Kozdroń (7292)                                                                                      | Prawo i Sprawiedliwość Arwid Żebrowski (11 503) Marta Cymańska (7338)                                                                          | Polskie Stronnictwo Ludowe Józef Sarnowski (8965)                                              | |                                                                                                |                                                                                                |
|                   | | |                                                                                                | |                                                                                                |                                                                                                |

## Wyniki wyborów do Sejmiku Województwa Śląskiego VI kadencji
| Komitet wyborczy | Komitet wyborczy                              | Głosy     | Głosy  | Głosy | Mandaty | Mandaty | Mandaty |
| Komitet wyborczy | Komitet wyborczy                              | Liczba    | %      | +/−   | Liczba  | +/−     | %       |
| ---------------- | --------------------------------------------- | --------- | ------ | ----- | ------- | ------- | ------- |
|                  | Prawo i Sprawiedliwość                        | 560 075   | 32,11  | 7,04  | 22      | 6       | 48,89   |
|                  | KKW Platforma.Nowoczesna Koalicja Obywatelska | 502 990   | 28,83  | 1,62  | 20      | 3       | 44,44   |
|                  | KKW SLD Lewica Razem                          | 144 878   | 8,31   | 2,08  | 2       | 1       | 4,44    |
|                  | Polskie Stronnictwo Ludowe                    | 89 879    | 5,15   | 8,06  | 1       | 4       | 2,22    |
|                  |                                               |           |        |       |         |         |         |
|                  | KWW Kukiz’15                                  | 114 796   | 6,58   | –     | –       | –       | –       |
|                  | KWW Bezpartyjni Samorządowcy                  | 86 495    | 4,96   | –     | –       | –       | –       |
|                  | Ślonzoki Razem                                | 56 388    | 3,23   | –     | –       | –       | –       |
|                  | Śląska Partia Regionalna                      | 54 092    | 3,10   | –     | –       | –       | –       |
|                  | Partia Razem                                  | 25 429    | 1,46   | –     | –       | –       | –       |
|                  | KWW Wolność w Samorządzie                     | 24 904    | 1,43   | –     | –       | –       | –       |
|                  | Partia Zieloni                                | 24 188    | 1,39   | –     | –       | –       | –       |
|                  | Ruch Narodowy RP                              | 20 318    | 1,16   | 0,37  | –       |         | –       |
|                  | Inicjatywa Obywatelska Powiatu Tarnogórskiego | 13 606    | 0,78   | 0,06  | –       |         | –       |
|                  | KWW Polskie Rodziny Razem                     | 13 172    | 0,76   | –     | –       | –       | –       |
|                  | Wolni i Solidarni                             | 11 897    | 0,68   | –     | –       | –       | –       |
|                  | KWW Jedność Narodu – Wspólnota                | 1312      | 0,08   | –     | –       | –       | –       |
|                  |                                               |           |        |       |         |         |         |
| Ogółem           | Ogółem                                        | 1 744 419 | 100,00 | –     | 45      | –       | 100,00  |
| Głosy nieważne   | Głosy nieważne                                | 111 865   | 6,03   | 9,14  |         |         |         |
| Frekwencja       | Frekwencja                                    | 1 856 284 | 52,25  | 9,91  |         |         |         |

Podział mandatów do Sejmiku Województwa Śląskiego według okręgów

Podział mandatów i rozkład procentowy poparcia w wyniku wyborów z uwzględnieniem podziału na późniejszą większość rządzącą w kolejności: ugrupowanie zarządu, opozycja sejmikowa i pozasejmikowa (komitety, które nie przekroczyły 1% poparcia w skali województwa, potraktowano zbiorczo) [Marszałek województwa Jakub Chełstowski, PiS]:
|     |    |        |     |
| ↓   |    |        |     |
| 22  | 20 | 2      | 1   |
| PiS | KO | SLD LR | PSL |

|     |    |        |     |      |    |    |     |  |  |  |  |  |  |
|     |    |        |     |      |    |    |     |  |  |  |  |  |  |
| PiS | KO | SLD LR | PSL | K’15 | BS | ŚR | ŚPR |  |  |  |  |  |  |

| Radni VI kadencji | | |                                                                                                | |                                                                                                |                                                                                                |                                                                                                |                                                                                                |
| Nr                | Radni wybrani z list poszczególnych komitetów wyborczych (w nawiasach liczba zdobytych głosów)                    | Radni wybrani z list poszczególnych komitetów wyborczych (w nawiasach liczba zdobytych głosów)                                     | Radni wybrani z list poszczególnych komitetów wyborczych (w nawiasach liczba zdobytych głosów) | Radni wybrani z list poszczególnych komitetów wyborczych (w nawiasach liczba zdobytych głosów)                         | Radni wybrani z list poszczególnych komitetów wyborczych (w nawiasach liczba zdobytych głosów) | Radni wybrani z list poszczególnych komitetów wyborczych (w nawiasach liczba zdobytych głosów) | Radni wybrani z list poszczególnych komitetów wyborczych (w nawiasach liczba zdobytych głosów) | Radni wybrani z list poszczególnych komitetów wyborczych (w nawiasach liczba zdobytych głosów) |
| 1                 | | Prawo i Sprawiedliwość Jan Kawulok (43 371) Stanisław Baczyński (15 169) Ewa Żak (14 899) Agnieszka Biegun (6963)                  |                                                                                                | KKW Platforma.Nowoczesna Koalicja Obywatelska Klaudiusz Komor (34 902) Magdalena Cieślar (6614) Hubert Maślanka (6048) |                                                                                                |                                                                                                |                                                                                                |                                                                                                |
| 2                 | | KKW Platforma.Nowoczesna Koalicja Obywatelska Tadeusz Sławek (31 632) Dorota Konieczny-Simela (10 384) Alina Bednarz (7693)        |                                                                                                | Prawo i Sprawiedliwość Jakub Chełstowski (33 315) Piotr Czarnynoga (16 805) Przemysław Wydra (6036)                    |                                                                                                |                                                                                                |                                                                                                |                                                                                                |
| 3                 | | Prawo i Sprawiedliwość Julia Kloc-Kondracka (18 298) Jacek Świerkocki (8464) Jarosław Szczęsny (8271) Stanisław Jaszczuk (6522)    |                                                                                                | KKW Platforma.Nowoczesna Koalicja Obywatelska Wojciech Kałuża (25 109) Grzegorz Wolnik (10 914) Barbara Chrobok (8596) |                                                                                                |                                                                                                |                                                                                                |                                                                                                |
| 4                 | | KKW Platforma.Nowoczesna Koalicja Obywatelska Renata Caban (24 621) Lucyna Ekkert (7952) Marek Bieniek (3379) Ewa Nierychło (2856) |                                                                                                | Prawo i Sprawiedliwość Zbigniew Przedpełski (25 372) Bartłomiej Kowalski (9666) Józef Kubica (9440)                    |                                                                                                |                                                                                                |                                                                                                |                                                                                                |
| 5                 | KKW Platforma.Nowoczesna Koalicja Obywatelska Maciej Kolon (19 993) Marek Kopel (12 090) Urszula Koszutska (8558) | Prawo i Sprawiedliwość Rafał Kandziora (25 971) Alina Nowak (6733) Dariusz Iskanin (6061)                                          |                                                                                                | |                                                                                                |                                                                                                |                                                                                                |                                                                                                |
| 6                 | | Prawo i Sprawiedliwość Beata Kocik (26 389) Piotr Bańka (16 925)                                                                   |                                                                                                | KKW SLD Lewica Razem Mariusz Ogończyk (1319)                                                                           |                                                                                                | KKW Platforma.Nowoczesna Koalicja Obywatelska Marta Salwierak (15 556)                         |                                                                                                | Polskie Stronnictwo Ludowe Stanisław Gmitruk (11 803)                                          |
| 7                 | | KKW Platforma.Nowoczesna Koalicja Obywatelska Katarzyna Stachowicz (19 704) Mirosław Mazur (12 235) Iwona Jelonek (6458)           |                                                                                                | Prawo i Sprawiedliwość Maria Materla (33 206) Jadwiga Baczyńska (6514) Marcin Kozik (6108)                             |                                                                                                | KKW SLD Lewica Razem Rafał Porc (11 488)                                                       |                                                                                                |                                                                                                |
|                   | | |                                                                                                | |                                                                                                |                                                                                                |                                                                                                |                                                                                                |

## Wyniki wyborów do Sejmiku Województwa Świętokrzyskiego VI kadencji
| Komitet wyborczy | Komitet wyborczy                                                                      | Głosy   | Głosy  | Głosy | Mandaty | Mandaty | Mandaty |
| Komitet wyborczy | Komitet wyborczy                                                                      | Liczba  | %      | +/−   | Liczba  | +/−     | %       |
| ---------------- | ------------------------------------------------------------------------------------- | ------- | ------ | ----- | ------- | ------- | ------- |
|                  | Prawo i Sprawiedliwość                                                                | 206 697 | 38,40  | 13,41 | 16      | 8       | 53,33   |
|                  | Polskie Stronnictwo Ludowe                                                            | 137 372 | 25,52  | 20,72 | 9       | 8       | 30,00   |
|                  | KKW Platforma.Nowoczesna Koalicja Obywatelska                                         | 63 456  | 11,79  | 2,31  | 3       | [ b ]   | 10,00   |
|                  | KKW SLD Lewica Razem                                                                  | 33 141  | 6,16   | 2,49  | 1       | 1       | 3,33    |
|                  | KWW Projekt Świętokrzyskie Bogdana Wenty                                              | 28 314  | 5,26   | –     | 1       | –       | 3,33    |
|                  |                                                                                       |         |        |       |         |         |         |
|                  | KWW Kukiz’15                                                                          | 26 387  | 4,90   | –     | –       | –       | –       |
|                  | KWW Bezpartyjni Samorządowcy                                                          | 14 945  | 2,78   | –     | –       | –       | –       |
|                  | KWW Wolność w Samorządzie                                                             | 9920    | 1,84   | –     | –       | –       | –       |
|                  | Ruch Narodowy RP                                                                      | 6254    | 1,16   | 0,10  | –       |         | –       |
|                  | Partia Razem                                                                          | 4144    | 0,77   | –     | –       | –       | –       |
|                  | Wolni i Solidarni                                                                     | 4113    | 0,76   | –     | –       | –       | –       |
|                  | Partia Zieloni                                                                        | 2317    | 0,43   | –     | –       | –       | –       |
|                  | KWW Kandydatki na radną Sejmiku Województwa Świętokrzyskiego Agnieszki Jędrzejewskiej | 1169    | 0,22   | –     | –       | –       | –       |
|                  |                                                                                       |         |        |       |         |         |         |
| Ogółem           | Ogółem                                                                                | 538 229 | 100,00 | –     | 30      | –       | 100,00  |
| Głosy nieważne   | Głosy nieważne                                                                        | 40 136  | 6,94   | 9,78  |         |         |         |
| Frekwencja       | Frekwencja                                                                            | 578 365 | 56,59  | 3,34  |         |         |         |

Podział mandatów i rozkład procentowy poparcia w wyniku wyborów z uwzględnieniem podziału na późniejszą koalicję rządzącą w kolejności: ugrupowania zarządu, opozycja sejmikowa i pozasejmikowa (komitety, które nie przekroczyły 1% poparcia w skali województwa, potraktowano zbiorczo) [Marszałek województwa Andrzej Bętkowski, PiS]:
|     |     |    |   |   |
| ↓   |     |    |   |   |
| 16  | 9   | 3  | 1 | 1 |
| PiS | PSL | KO |   |   |

|     |     |    |        |    |      |    |  |  |  |  |
|     |     |    |        |    |      |    |  |  |  |  |
| PiS | PSL | KO | SLD LR | PŚ | K’15 | BS |  |  |  |  |

| Radni VI kadencji | | |                                                                                                |                                                                                                |                                                                                                |                                                                                                |                                                                                                |                                                                                                |                                                                                                |                                                                                                |
| Nr                | Radni wybrani z list poszczególnych komitetów wyborczych (w nawiasach liczba zdobytych głosów)                                            | Radni wybrani z list poszczególnych komitetów wyborczych (w nawiasach liczba zdobytych głosów)                          | Radni wybrani z list poszczególnych komitetów wyborczych (w nawiasach liczba zdobytych głosów) | Radni wybrani z list poszczególnych komitetów wyborczych (w nawiasach liczba zdobytych głosów) | Radni wybrani z list poszczególnych komitetów wyborczych (w nawiasach liczba zdobytych głosów) | Radni wybrani z list poszczególnych komitetów wyborczych (w nawiasach liczba zdobytych głosów) | Radni wybrani z list poszczególnych komitetów wyborczych (w nawiasach liczba zdobytych głosów) | Radni wybrani z list poszczególnych komitetów wyborczych (w nawiasach liczba zdobytych głosów) | Radni wybrani z list poszczególnych komitetów wyborczych (w nawiasach liczba zdobytych głosów) | Radni wybrani z list poszczególnych komitetów wyborczych (w nawiasach liczba zdobytych głosów) |
| 1                 | | Prawo i Sprawiedliwość Marek Jońca (15 196) Marek Strzała (8238) Magdalena Zieleń (6593) Paweł Krakowiak (6372)         |                                                                                                | Polskie Stronnictwo Ludowe Arkadiusz Bąk (9522) Andrzej Swajda (6508)                          |                                                                                                | KKW Platforma.Nowoczesna Koalicja Obywatelska wakat                                            |                                                                                                |                                                                                                |                                                                                                |                                                                                                |
| 2                 | Prawo i Sprawiedliwość Andrzej Pruś (8955) Waldemar Wrona (6411) Agnieszka Buras (5780) Marcin Piętak (5430)                              | Polskie Stronnictwo Ludowe Agata Binkowska (5589)                                                                       | KKW Platforma.Nowoczesna Koalicja Obywatelska Jan Maćkowiak (9204)                             |                                                                                                |                                                                                                |                                                                                                |                                                                                                |                                                                                                |                                                                                                |                                                                                                |
| 3                 | Prawo i Sprawiedliwość Elżbieta Śreniawska (19 782) Renata Janik (9849) Janusz Koza (8342) Mieczysław Gębski (7485) Grzegorz Banaś (7416) | Polskie Stronnictwo Ludowe Piotr Żołądek (12 232) Grzegorz Gałuszka (5954)                                              | KKW Platforma.Nowoczesna Koalicja Obywatelska Sławomir Gierada (5809)                          |                                                                                                | KWW Projekt Świętokrzyskie Bogdana Wenty Grzegorz Świercz (5012)                               |                                                                                                | KKW SLD Lewica Razem Henryk Milcarz (8483)                                                     |                                                                                                |                                                                                                |                                                                                                |
| 4                 | | Polskie Stronnictwo Ludowe Leszek Wawrzyła (4213) Jolanta Tyjas (3651) Tadeusz Kowalczyk (3245) Bogusława Wypych (2973) |                                                                                                | Prawo i Sprawiedliwość Marek Bogusławski (15 368) Maciej Gawin (7775) Artur Konarski (5023)    |                                                                                                |                                                                                                |                                                                                                |                                                                                                |                                                                                                |                                                                                                |
|                   | | |                                                                                                |                                                                                                |                                                                                                |                                                                                                |                                                                                                |                                                                                                |                                                                                                |                                                                                                |

## Wyniki wyborów do Sejmiku Województwa Warmińsko-Mazurskiego VI kadencji
| Komitet wyborczy | Komitet wyborczy                              | Głosy   | Głosy  | Głosy | Mandaty | Mandaty | Mandaty |
| Komitet wyborczy | Komitet wyborczy                              | Liczba  | %      | +/−   | Liczba  | +/−     | %       |
| ---------------- | --------------------------------------------- | ------- | ------ | ----- | ------- | ------- | ------- |
|                  | KKW Platforma.Nowoczesna Koalicja Obywatelska | 162 173 | 30,40  | 3,52  | 12      | 3       | 40,00   |
|                  | Prawo i Sprawiedliwość                        | 150 169 | 28,15  | 9,31  | 11      | 5       | 36,67   |
|                  | Polskie Stronnictwo Ludowe                    | 104 757 | 19,64  | 17,45 | 7       | 7       | 23,33   |
|                  |                                               |         |        |       |         |         |         |
|                  | KKW SLD Lewica Razem                          | 43 535  | 8,16   | 0,33  | –       | 1       | –       |
|                  | KWW Kukiz’15                                  | 33 581  | 6,29   | –     | –       | –       | –       |
|                  | Ruch Narodowy RP                              | 14 116  | 2,65   | 0,97  | –       |         | –       |
|                  | Partia Razem                                  | 12 309  | 2,31   | –     | –       | –       | –       |
|                  | KWW Bezpartyjni Samorządowcy                  | 4219    | 0,79   | –     | –       | –       | –       |
|                  | KWW Jedność Narodu – Wspólnota                | 3731    | 0,70   | –     | –       | –       | –       |
|                  | KWW Wolność w Samorządzie                     | 2548    | 0,48   | –     | –       | –       | –       |
|                  | Partia Zieloni                                | 2382    | 0,45   | –     | –       | –       | –       |
|                  |                                               |         |        |       |         |         |         |
| Ogółem           | Ogółem                                        | 533 520 | 100,00 | –     | 30      | –       | 100,00  |
| Głosy nieważne   | Głosy nieważne                                | 46 688  | 8,05   | 12,31 |         |         |         |
| Frekwencja       | Frekwencja                                    | 580 208 | 51,49  | 4,56  |         |         |         |

Podział mandatów i rozkład procentowy poparcia w wyniku wyborów z uwzględnieniem podziału na późniejszą koalicję rządzącą w kolejności: ugrupowania zarządu, opozycja sejmikowa i pozasejmikowa (komitety, które nie przekroczyły 1% poparcia w skali województwa, potraktowano zbiorczo) [Marszałek województwa Gustaw Brzezin, koalicja KO-PSL]:
|    |     |     |
| ↓  |     |     |
| 12 | 7   | 11  |
| KO | PSL | PiS |

|    |     |     |        |      |    |  |  |  |
|    |     |     |        |      |    |  |  |  |
| KO | PSL | PiS | SLD LR | K’15 | RN |  |  |  |

| Radni VI kadencji |                                                                                                | |                                                                                                |                                                                                                |                                                                                                 |                                                                                                |
| Nr                | Radni wybrani z list poszczególnych komitetów wyborczych (w nawiasach liczba zdobytych głosów) | Radni wybrani z list poszczególnych komitetów wyborczych (w nawiasach liczba zdobytych głosów)                                    | Radni wybrani z list poszczególnych komitetów wyborczych (w nawiasach liczba zdobytych głosów) | Radni wybrani z list poszczególnych komitetów wyborczych (w nawiasach liczba zdobytych głosów) | Radni wybrani z list poszczególnych komitetów wyborczych (w nawiasach liczba zdobytych głosów)  | Radni wybrani z list poszczególnych komitetów wyborczych (w nawiasach liczba zdobytych głosów) |
| 1                 |                                                                                                | KKW Platforma.Nowoczesna Koalicja Obywatelska Marcin Kuchciński (15 136) Tadeusz Politewicz (9004) Teresa Astramowicz-Leyk (5215) |                                                                                                | Prawo i Sprawiedliwość Dariusz Rudnik (12 219) Bożenna Ulewicz (5496)                          |                                                                                                 | Polskie Stronnictwo Ludowe Marek Szter (2316)                                                  |
| 2                 |                                                                                                | Polskie Stronnictwo Ludowe Jolanta Szulc (4614) Stanisław Żelichowski (3679)                                                      | Prawo i Sprawiedliwość Grzegorz Kierozalski (8365) Magdalena Palińska (3873)                   |                                                                                                | KKW Platforma.Nowoczesna Koalicja Obywatelska Bernadeta Hordejuk (8828) Katarzyna Królak (2547) |                                                                                                |
| 3                 |                                                                                                | KKW Platforma.Nowoczesna Koalicja Obywatelska Grażyna Kluge (14 134) Marek Chyl (4241) wakat                                      | Prawo i Sprawiedliwość Marcin Kazimierczuk (10 858) Jolanta Andruszkiewicz (3919) wakat        |                                                                                                | Polskie Stronnictwo Ludowe Jan Bobek (6330)                                                     |                                                                                                |
| 4                 | KKW Platforma.Nowoczesna Koalicja Obywatelska Zbigniew Homza (7915) Jarosław Słoma (7102)      | Prawo i Sprawiedliwość Paweł Czemiel (7819) Grzegorz Prokop (3314)                                                                | Polskie Stronnictwo Ludowe Edward Adamczyk (3571)                                              |                                                                                                |                                                                                                 |                                                                                                |
| 5                 |                                                                                                | Prawo i Sprawiedliwość Patryk Kozłowski (11 653) Henryk Żuchowski (5239)                                                          |                                                                                                | KKW Platforma.Nowoczesna Koalicja Obywatelska Julian Osiecki (4450) Katarzyna Sobiech (4240)   | Polskie Stronnictwo Ludowe Sylwia Jaskulska (10 493) Marcin Piwowarczyk (2286)                  |                                                                                                |
|                   |                                                                                                | |                                                                                                |                                                                                                |                                                                                                 |                                                                                                |

## Wyniki wyborów do Sejmiku Województwa Wielkopolskiego VI kadencji
| Komitet wyborczy | Komitet wyborczy                              | Głosy     | Głosy  | Głosy | Mandaty | Mandaty | Mandaty |
| Komitet wyborczy | Komitet wyborczy                              | Liczba    | %      | +/−   | Liczba  | +/−     | %       |
| ---------------- | --------------------------------------------- | --------- | ------ | ----- | ------- | ------- | ------- |
|                  | KKW Platforma.Nowoczesna Koalicja Obywatelska | 411 697   | 29,66  | 3,93  | 15      | 2       | 38,46   |
|                  | Prawo i Sprawiedliwość                        | 386 483   | 27,84  | 8,03  | 13      | 5       | 33,33   |
|                  | Polskie Stronnictwo Ludowe                    | 201 499   | 14,52  | 11,28 | 7       | 5       | 17,95   |
|                  | KKW SLD Lewica Razem                          | 129 292   | 9,31   | 1,98  | 3       | 1       | 7,69    |
|                  | KWW Bezpartyjni Samorządowcy                  | 84 435    | 6,08   | –     | 1       | –       | 2,56    |
|                  |                                               |           |        |       |         |         |         |
|                  | KWW Kukiz’15                                  | 72 591    | 5,23   | –     | –       | –       | –       |
|                  | Partia Razem                                  | 24 723    | 1,78   | –     | –       | –       | –       |
|                  | Partia Zieloni                                | 21 699    | 1,56   | –     | –       | –       | –       |
|                  | KWW Wolność w Samorządzie                     | 21 250    | 1,53   | –     | –       | –       | –       |
|                  | Ruch Narodowy RP                              | 17 427    | 1,26   | 0,07  | –       |         | –       |
|                  | Wolni i Solidarni                             | 17 009    | 1,23   | –     | –       | –       | –       |
|                  |                                               |           |        |       |         |         |         |
| Ogółem           | Ogółem                                        | 1 388 105 | 100,00 | –     | 39      | –       | 100,00  |
| Głosy nieważne   | Głosy nieważne                                | 126 895   | 8,38   | 10,37 |         |         |         |
| Frekwencja       | Frekwencja                                    | 1 515 000 | 55,89  | 8,95  |         |         |         |

Podział mandatów i rozkład procentowy poparcia w wyniku wyborów z uwzględnieniem podziału na późniejszą koalicję rządzącą w kolejności: ugrupowania zarządu, opozycja sejmikowa i pozasejmikowa [Marszałek województwa Marek Woźniak, koalicja KO-PSL]:
|    |     |     |        |    |
| ↓  |     |     |        |    |
| 15 | 7   | 13  | 3      | 1  |
| KO | PSL | PiS | SLD LR | BS |

|    |     |     |        |    |      |  |  |  |  |  |  |
|    |     |     |        |    |      |  |  |  |  |  |  |
| KO | PSL | PiS | SLD LR | BS | K’15 |  |  |  |  |  |  |

| Radni VI kadencji | | |                                                                                                |                                                                                                |                                                                                                |                                                                                                |                                                                                                |                                                                                                |                                                                                                |                                                                                                |
| Nr                | Radni wybrani z list poszczególnych komitetów wyborczych (w nawiasach liczba zdobytych głosów)                                       | Radni wybrani z list poszczególnych komitetów wyborczych (w nawiasach liczba zdobytych głosów)                                                     | Radni wybrani z list poszczególnych komitetów wyborczych (w nawiasach liczba zdobytych głosów) | Radni wybrani z list poszczególnych komitetów wyborczych (w nawiasach liczba zdobytych głosów) | Radni wybrani z list poszczególnych komitetów wyborczych (w nawiasach liczba zdobytych głosów) | Radni wybrani z list poszczególnych komitetów wyborczych (w nawiasach liczba zdobytych głosów) | Radni wybrani z list poszczególnych komitetów wyborczych (w nawiasach liczba zdobytych głosów) | Radni wybrani z list poszczególnych komitetów wyborczych (w nawiasach liczba zdobytych głosów) | Radni wybrani z list poszczególnych komitetów wyborczych (w nawiasach liczba zdobytych głosów) | Radni wybrani z list poszczególnych komitetów wyborczych (w nawiasach liczba zdobytych głosów) |
| 1                 | | KKW Platforma.Nowoczesna Koalicja Obywatelska Marek Woźniak (58 004) Tatiana Sokołowska (12 845) Paulina Stochniałek (4811) Filip Kaczmarek (4666) |                                                                                                | Prawo i Sprawiedliwość Zbigniew Czerwiński (29 451)                                            |                                                                                                |                                                                                                |                                                                                                |                                                                                                |                                                                                                |                                                                                                |
| 2                 | KKW Platforma.Nowoczesna Koalicja Obywatelska Mirosława Rutkowska-Krupka (21 061) Przemysław Ajchler (9754) Jacek Bogusławski (8494) | Prawo i Sprawiedliwość Adam Bogrycewicz (25 510) Łucja Zielińska (8606)                                                                            |                                                                                                | Polskie Stronnictwo Ludowe wakat                                                               |                                                                                                | KKW SLD Lewica Razem Agnieszka Grzechowiak (1788)                                              |                                                                                                |                                                                                                |                                                                                                |                                                                                                |
| 3                 | KKW Platforma.Nowoczesna Koalicja Obywatelska Marek Gola (31 449) Marta Dzikowska (17 832) Patrycja Przybylska (8479)                | Prawo i Sprawiedliwość Małgorzata Stryjska (24 080) Łukasz Grabowski (7557)                                                                        | Polskie Stronnictwo Ludowe Wojciech Jankowiak (13 463)                                         | KKW SLD Lewica Razem Krystyna Kubicka-Sztul (1953)                                             |                                                                                                | KWW Bezpartyjni Samorządowcy Jerzy Lechnerowski (10 452)                                       |                                                                                                |                                                                                                |                                                                                                |                                                                                                |
| 4                 | | Prawo i Sprawiedliwość Zofia Itman (20 923) Robert Popkowski (11 302) Krzysztof Sobczak (10 034)                                                   |                                                                                                | Polskie Stronnictwo Ludowe Czesław Cieślak (11 379)                                            |                                                                                                | KKW Platforma.Nowoczesna Koalicja Obywatelska Małgorzata Waszak (7382)                         |                                                                                                |                                                                                                |                                                                                                |                                                                                                |
| 5                 | Prawo i Sprawiedliwość Leszek Bierła (12 084) Andrzej Plichta (7812) Witosław Gibasiewicz (3614)                                     | Polskie Stronnictwo Ludowe Krzysztof Grabowski (21 429) Jan Grzesiek (10 673)                                                                      | KKW Platforma.Nowoczesna Koalicja Obywatelska Marzena Wodzińska (29 880) Andrzej Pichet (3640) |                                                                                                |                                                                                                |                                                                                                |                                                                                                |                                                                                                |                                                                                                |                                                                                                |
| 6                 | Prawo i Sprawiedliwość Marek Sowa (21 425) Krzysztof Błaszczyk (9001)                                                                | | KKW Platforma.Nowoczesna Koalicja Obywatelska Ewa Panowicz (15 624) Henryk Szymański (12 772)  |                                                                                                | Polskie Stronnictwo Ludowe Zofia Szalczyk (11 027) Ryszard Napierała (4468)                    |                                                                                                | KKW SLD Lewica Razem Adam Cukier (4426)                                                        |                                                                                                |                                                                                                |                                                                                                |
|                   | | |                                                                                                |                                                                                                |                                                                                                |                                                                                                |                                                                                                |                                                                                                |                                                                                                |                                                                                                |

## Wyniki wyborów do Sejmiku Województwa Zachodniopomorskiego VI kadencji
| Komitet wyborczy | Komitet wyborczy                              | Głosy   | Głosy  | Głosy | Mandaty | Mandaty | Mandaty |
| Komitet wyborczy | Komitet wyborczy                              | Liczba  | %      | +/−   | Liczba  | +/−     | %       |
| ---------------- | --------------------------------------------- | ------- | ------ | ----- | ------- | ------- | ------- |
|                  | KKW Platforma.Nowoczesna Koalicja Obywatelska | 204 979 | 32,04  | 0,10  | 13      | 1       | 43,33   |
|                  | Prawo i Sprawiedliwość                        | 171 439 | 26,80  | 7,51  | 11      | 5       | 36,67   |
|                  | KWW Bezpartyjni Samorządowcy                  | 87 652  | 13,70  | –     | 3       | –       | 10,00   |
|                  | Polskie Stronnictwo Ludowe                    | 61 940  | 9,68   | 10,90 | 2       | 5       | 6,67    |
|                  | KKW SLD Lewica Razem                          | 58 110  | 9,08   | 2,74  | 1       | 3       | 3,33    |
|                  |                                               |         |        |       |         |         |         |
|                  | KWW Kukiz’15                                  | 26 911  | 4,21   | –     | –       | –       | –       |
|                  | KWW Wolność w Samorządzie                     | 12 404  | 1,94   | –     | –       | –       | –       |
|                  | Partia Razem                                  | 9767    | 1,53   | –     | –       | –       | –       |
|                  | Ruch Narodowy RP                              | 4684    | 0,73   | 0,93  | –       |         | –       |
|                  | Partia Zieloni                                | 1925    | 0,30   | –     | –       | –       | –       |
|                  |                                               |         |        |       |         |         |         |
| Ogółem           | Ogółem                                        | 639 811 | 100,00 | –     | 30      | –       | 100,00  |
| Głosy nieważne   | Głosy nieważne                                | 47 212  | 6,87   | 12,59 |         |         |         |
| Frekwencja       | Frekwencja                                    | 687 023 | 52,20  | 8,14  |         |         |         |

Podział mandatów i rozkład procentowy poparcia w wyniku wyborów z uwzględnieniem podziału na późniejszą koalicję rządzącą w kolejności: ugrupowania zarządu, opozycja sejmikowa i pozasejmikowa (komitety, które nie przekroczyły 1% poparcia w skali województwa, potraktowano zbiorczo) [Marszałek województwa Olgierd Geblewicz, koalicja KO-PSL-SLD]:
|    |     |   |     |    |
| ↓  |     |   |     |    |
| 13 | 2   | 1 | 11  | 3  |
| KO | PSL |   | PiS | BS |

|    |     |        |     |    |      |  |  |  |  |
|    |     |        |     |    |      |  |  |  |  |
| KO | PSL | SLD LR | PiS | BS | K’15 |  |  |  |  |

| Radni VI kadencji | | |                                                                                                |                                                                                                  |                                                                                                |                                                                                                |                                                                                                |                                                                                                |
| Nr                | Radni wybrani z list poszczególnych komitetów wyborczych (w nawiasach liczba zdobytych głosów)            | Radni wybrani z list poszczególnych komitetów wyborczych (w nawiasach liczba zdobytych głosów)                                                         | Radni wybrani z list poszczególnych komitetów wyborczych (w nawiasach liczba zdobytych głosów) | Radni wybrani z list poszczególnych komitetów wyborczych (w nawiasach liczba zdobytych głosów)   | Radni wybrani z list poszczególnych komitetów wyborczych (w nawiasach liczba zdobytych głosów) | Radni wybrani z list poszczególnych komitetów wyborczych (w nawiasach liczba zdobytych głosów) | Radni wybrani z list poszczególnych komitetów wyborczych (w nawiasach liczba zdobytych głosów) | Radni wybrani z list poszczególnych komitetów wyborczych (w nawiasach liczba zdobytych głosów) |
| 1                 | | KKW Platforma.Nowoczesna Koalicja Obywatelska Olgierd Geblewicz (42 494) Teresa Kalina (4672) Wojciech Dorżynkiewicz (4485) Andrzej Niedzielski (4331) |                                                                                                | Prawo i Sprawiedliwość Małgorzata Jacyna-Witt (26 910) Maciej Kopeć (6952) Rafał Niburski (3768) |                                                                                                | KWW Bezpartyjni Samorządowcy Cezary Urban (4220)                                               |                                                                                                |                                                                                                |
| 2                 | KKW Platforma.Nowoczesna Koalicja Obywatelska Elżbieta Kozłowska (6181) Adam Fedeńczak (4354)             | Prawo i Sprawiedliwość Halina Szymańska (12 867) Michał Kamiński (2724)                                                                                |                                                                                                | Polskie Stronnictwo Ludowe Zygmunt Dziewguć (8458)                                               |                                                                                                |                                                                                                |                                                                                                |                                                                                                |
| 3                 | KKW Platforma.Nowoczesna Koalicja Obywatelska Krystyna Kołodziejska-Motyl (6131) Łukasz Młynarczyk (4474) | Prawo i Sprawiedliwość Henryk Carewicz (9732) Andrzej Subocz (7271)                                                                                    |                                                                                                | KKW SLD Lewica Razem Stanisław Wziątek (8172)                                                    |                                                                                                |                                                                                                |                                                                                                |                                                                                                |
| 4                 | KKW Platforma.Nowoczesna Koalicja Obywatelska Jakub Hardie-Douglas (7184) Rafał Rosiński (3366) wakat     | Prawo i Sprawiedliwość Krzysztof Nieckarz (12 746) Wanda Jakubowska (4480)                                                                             |                                                                                                | KWW Bezpartyjni Samorządowcy Artur Wezgraj (7181)                                                |                                                                                                |                                                                                                |                                                                                                |                                                                                                |
| 5                 | | Prawo i Sprawiedliwość Ireneusz Rogowski (6690) Edward Kosmal (3905)                                                                                   |                                                                                                | KKW Platforma.Nowoczesna Koalicja Obywatelska Zbigniew Chojecki (8620) Artur Nycz (6797)         | KWW Bezpartyjni Samorządowcy Marcin Przepióra (10 481)                                         |                                                                                                | Polskie Stronnictwo Ludowe Olgierd Kustosz (4026)                                              |                                                                                                |
|                   | | |                                                                                                |                                                                                                  |                                                                                                |                                                                                                |                                                                                                |                                                                                                |